# Liste des anciennes communes de la Haute-Marne
Cette page a pour objectif de retracer toutes les modifications communales dans le département de la Haute-Marne : les anciennes communes qui ont existé depuis la Révolution française, ainsi que les créations, les modifications officielles de nom, ainsi que les échanges de territoires entre communes.
En 1800, on comptait 552 communes dans le département de la Haute-Marne, une quantité importante, dans un département plutôt peu peuplé. Ce qui marque, ici, c'est que ce nombre va rester figé très longtemps : il y avait encore 550 communes en 1960, avec seulement 4 fusions et 2 créations intervenues pendant ces 160 années. L'exode rural prononcé aidant, nombre de communes étaient devenues fortement dépeuplées : moins de 50 habitants, moins de 20, parfois. Aussi, sous l'impulsion d'une préfecture incitative, la loi Marcellin a -t-elle été accueillie comme une aubaine : au cours de la seule année 1972, 60 arrêtés ont été signés regroupant 180 communes, certaines d'entre elles étant très étendues concentrant une dizaine de communes, telles Val-de-Gris ou encore Val-de-Meuse. Le plus important mouvement de regroupements de communes en France ! En 1975, le département ne compte plus "que" 394 communes. Mais nombre de ces fusions n'ont pas survécu et ont été suivies de "défusions", remontant le nombre de collectivités à 438 en 2013. La loi Notre a redonné un timide petit souffle à cette vague de regroupements. 
Aujourd'hui 426 communes forment son territoire (au 1er janvier 2025).

## Transfert vers un autre département
| Département d'origine | Département de rattachement | Communes concernées | Date (et nature) de la décision |
| --------------------- | --------------------------- | --- | ------------------------------- |
| MARNE                 | HAUTE-MARNE                 | Sainte-Livière (pour fusionner avec la commune d'Éclaron-Braucourt et former la commune de Éclaron-Braucourt-Sainte-Livière) | 26 décembre 1974 (Décret)       |
| HAUTE-MARNE           | HAUTE-SAÔNE                 | Frettes (pour fusionner avec la commune de Champlitte)                                                                       | 17 juin 1974 (Décret)           |

## Fusions
| Nom de la commune nouvelle       | Communes réunies                                                                | Régime                                                              | Date (et nature) de la décision                | Date d'effet            |
| -------------------------------- | ------------------------------------------------------------------------------- | ------------------------------------------------------------------- | ---------------------------------------------- | ----------------------- |
| Bourmont-entre-Meuse-et-Mouzon   | Bourmont-entre-Meuse-et-Mouzon                                                  | commune nouvelle (avec 4 communes déléguées),                       | 18 septembre 2018 (Arrêté)                     | 1er janvier 2019        |
| Bourmont-entre-Meuse-et-Mouzon   | Goncourt                                                                        | commune nouvelle (avec 4 communes déléguées),                       | 18 septembre 2018 (Arrêté)                     | 1er janvier 2019        |
| Colombey les Deux Églises        | Colombey-les-Deux-Églises                                                       | commune nouvelle (avec 9 communes déléguées)                        | 30 novembre 2016 (Arrêté)                      | 1er janvier 2017        |
| Colombey les Deux Églises        | Lamothe-en-Blaisy                                                               | commune nouvelle (avec 9 communes déléguées)                        | 30 novembre 2016 (Arrêté)                      | 1er janvier 2017        |
| Bourmont-entre-Meuse-et-Mouzon   | Bourmont                                                                        | commune nouvelle (avec communes déléguées)                          | 23 mai 2016 (Arrêté)                           | 1er janvier 2017        |
| Bourmont-entre-Meuse-et-Mouzon   | Nijon                                                                           | commune nouvelle (avec communes déléguées)                          | 23 mai 2016 (Arrêté)                           | 1er janvier 2017        |
| La Porte du Der                  | Montier-en-Der                                                                  | commune nouvelle (avec communes déléguées)                          | 29 décembre 2015 (Arrêté)                      | 1er janvier 2016        |
| La Porte du Der                  | Robert-Magny                                                                    | commune nouvelle (avec communes déléguées)                          | 29 décembre 2015 (Arrêté)                      | 1er janvier 2016        |
| Rives Dervoises                  | Puellemontier                                                                   | commune nouvelle (avec communes déléguées)                          | 21 décembre 2015 (Arrêté)                      | 1er janvier 2016        |
| Rives Dervoises                  | Droyes                                                                          | commune nouvelle (avec communes déléguées)                          | 21 décembre 2015 (Arrêté)                      | 1er janvier 2016        |
| Rives Dervoises                  | Longeville-sur-la-Laines                                                        | commune nouvelle (avec communes déléguées)                          | 21 décembre 2015 (Arrêté)                      | 1er janvier 2016        |
| Rives Dervoises                  | Louze                                                                           | commune nouvelle (avec communes déléguées)                          | 21 décembre 2015 (Arrêté)                      | 1er janvier 2016        |
| Saints-Geosmes                   | Saints-Geosmes                                                                  | commune nouvelle (avec communes déléguées)                          | 21 décembre 2015 (Arrêté)                      | 1er janvier 2016        |
| Saints-Geosmes                   | Balesmes-sur-Marne                                                              | commune nouvelle (avec communes déléguées)                          | 21 décembre 2015 (Arrêté)                      | 1er janvier 2016        |
| Villegusien-le-Lac               | Villegusien-le-Lac                                                              | commune nouvelle (avec 5 communes déléguées depuis le 1-5-2020)     | 27 novembre 2015 (Arrêté)                      | 1er janvier 2016        |
| Villegusien-le-Lac               | Heuilley-Cotton                                                                 | commune nouvelle (avec 5 communes déléguées depuis le 1-5-2020)     | 27 novembre 2015 (Arrêté)                      | 1er janvier 2016        |
| Le Montsaugeonnais               | Prauthoy                                                                        | commune nouvelle (avec communes déléguées)                          | 19 novembre 2015 (Arrêté)                      | 1er janvier 2016        |
| Le Montsaugeonnais               | Montsaugeon                                                                     | commune nouvelle (avec communes déléguées)                          | 19 novembre 2015 (Arrêté)                      | 1er janvier 2016        |
| Le Montsaugeonnais               | Vaux-sous-Aubigny                                                               | commune nouvelle (avec communes déléguées)                          | 19 novembre 2015 (Arrêté)                      | 1er janvier 2016        |
| Épizon                           | Épizon                                                                          | commune nouvelle (avec 2 communes déléguées)                        | 28 février 2013 (Arrêté)                       | 28 février 2013         |
| Épizon                           | Pautaines-Augeville                                                             | commune nouvelle (avec 2 communes déléguées)                        | 28 février 2013 (Arrêté)                       | 28 février 2013         |
| Éclaron-Braucourt-Sainte-Livière | Éclaron-Braucourt                                                               | fusion association                                                  | 26 décembre 1974 (Décret)                      | 1er janvier 1975        |
| Éclaron-Braucourt-Sainte-Livière | Sainte-Livière (département de la Marne)                                        | fusion association                                                  | 26 décembre 1974 (Décret)                      | 1er janvier 1975        |
| Froncles                         | Froncles-Buxières                                                               | fusion association                                                  | 24 octobre 1974 (Décret)                       | 1er décembre 1974       |
| Froncles                         | Provenchères-sur-Marne                                                          | fusion association                                                  | 24 octobre 1974 (Décret)                       | 1er décembre 1974       |
| Val-de-Meuse                     | Le Val-de-Meuse                                                                 | fusion association                                                  | 26 février 1974 (Décret)                       | 9 mars 1974             |
| Val-de-Meuse                     | Lénizeul                                                                        | fusion association                                                  | 26 février 1974 (Décret)                       | 9 mars 1974             |
| Chassigny-Aisey                  | Chassigny-Aisey                                                                 | fusion association (dissoute en 1990)                               | 28 janvier 1974 (Arrêté)                       | 1er février 1974        |
| Chassigny-Aisey                  | Grandchamp (commune rétablie en 1990)                                           | fusion association (dissoute en 1990)                               | 28 janvier 1974 (Arrêté)                       | 1er février 1974        |
| Andelot-Blancheville             | Andelot                                                                         | fusion association                                                  | 28 septembre 1973 (Arrêté)                     | 1er octobre 1973        |
| Andelot-Blancheville             | Blancheville                                                                    | fusion association                                                  | 28 septembre 1973 (Arrêté)                     | 1er octobre 1973        |
| Larivière-Arnoncourt             | Larivière-sur-Apance                                                            | fusion association                                                  | 23 août 1973 (Arrêté)                          | 1er septembre 1973      |
| Larivière-Arnoncourt             | Arnoncourt-sur-Apance                                                           | fusion association                                                  | 23 août 1973 (Arrêté)                          | 1er septembre 1973      |
| Thonnance-les-Moulins            | Thonnance-les-Moulins                                                           | fusion association                                                  | 24 juillet 1973 (Arrêté)                       | 1er août 1973           |
| Thonnance-les-Moulins            | Bressoncourt                                                                    | fusion association                                                  | 24 juillet 1973 (Arrêté)                       | 1er août 1973           |
| Thonnance-les-Moulins            | Brouthières                                                                     | fusion association                                                  | 24 juillet 1973 (Arrêté)                       | 1er août 1973           |
| Thonnance-les-Moulins            | Soulaincourt                                                                    | fusion association                                                  | 24 juillet 1973 (Arrêté)                       | 1er août 1973           |
| Chaumont                         | Chaumont                                                                        | fusion association (Brottes devient "commune déléguée" le 1-4-2014) | 29 mai 1973 (Arrêté)                           | 1er juin 1973           |
| Chaumont                         | Brottes                                                                         | fusion association (Brottes devient "commune déléguée" le 1-4-2014) | 29 mai 1973 (Arrêté)                           | 1er juin 1973           |
| Pautaines-Augeville              | Pautaines                                                                       | fusion simple                                                       | 15 mars 1973 (Arrêté)                          | 1er avril 1973          |
| Pautaines-Augeville              | Augeville                                                                       | fusion simple                                                       | 15 mars 1973 (Arrêté)                          | 1er avril 1973          |
| Le Châtelet-sur-Meuse            | Pouilly-en-Bassigny                                                             | fusion association                                                  | 12 mars 1973 (Arrêté)                          | 1er avril 1973          |
| Le Châtelet-sur-Meuse            | Beaucharmoy                                                                     | fusion association                                                  | 12 mars 1973 (Arrêté)                          | 1er avril 1973          |
| Parnoy-en-Bassigny               | Parnot                                                                          | fusion association                                                  | 12 mars 1973 (Arrêté)                          | 1er avril 1973          |
| Parnoy-en-Bassigny               | Fresnoy-en-Bassigny                                                             | fusion association                                                  | 12 mars 1973 (Arrêté)                          | 1er avril 1973          |
| Vals-des-Tilles                  | Chalmessin                                                                      | fusion association                                                  | 12 mars 1973 (Arrêté)                          | 1er avril 1973          |
| Vals-des-Tilles                  | Lamargelle-aux-Bois                                                             | fusion association                                                  | 12 mars 1973 (Arrêté)                          | 1er avril 1973          |
| Vals-des-Tilles                  | Musseau                                                                         | fusion association                                                  | 12 mars 1973 (Arrêté)                          | 1er avril 1973          |
| Vals-des-Tilles                  | Villemoron                                                                      | fusion association                                                  | 12 mars 1973 (Arrêté)                          | 1er avril 1973          |
| Choilley-Dardenay                | Choilley                                                                        | fusion association (fusion simple depuis le 28-8-2020)              | 26 janvier 1973 (Arrêté)                       | 1er février 1973        |
| Choilley-Dardenay                | Dardenay                                                                        | fusion association (fusion simple depuis le 28-8-2020)              | 26 janvier 1973 (Arrêté)                       | 1er février 1973        |
| Chevillon                        | Chevillon                                                                       | fusion association                                                  | 23 janvier 1973 (Arrêté)                       | 1er février 1973        |
| Chevillon                        | Breuil-sur-Marne                                                                | fusion association                                                  | 23 janvier 1973 (Arrêté)                       | 1er février 1973        |
| Chevillon                        | Sommeville                                                                      | fusion association                                                  | 23 janvier 1973 (Arrêté)                       | 1er février 1973        |
| Humes-Jorquenay                  | Humes                                                                           | fusion association                                                  | 23 janvier 1973 (Arrêté)                       | 1er février 1973        |
| Humes-Jorquenay                  | Jorquenay                                                                       | fusion association                                                  | 23 janvier 1973 (Arrêté)                       | 1er février 1973        |
| Perrancey-les-Vieux-Moulins      | Perrancey                                                                       | fusion association                                                  | 23 janvier 1973 (Arrêté)                       | 1er février 1973        |
| Perrancey-les-Vieux-Moulins      | Vieux-Moulins                                                                   | fusion association                                                  | 23 janvier 1973 (Arrêté)                       | 1er février 1973        |
| Rizaucourt-Buchey                | Rizaucourt                                                                      | fusion association                                                  | 23 janvier 1973 (Arrêté)                       | 1er février 1973        |
| Rizaucourt-Buchey                | Buchey                                                                          | fusion association                                                  | 23 janvier 1973 (Arrêté)                       | 1er février 1973        |
| Roches-Bettaincourt              | Bettaincourt-sur-Rognon                                                         | fusion association (fusion simple depuis le 1-3-2000)               | 23 janvier 1973 (Arrêté)                       | 1er février 1973        |
| Roches-Bettaincourt              | Roches-sur-Rognon                                                               | fusion association (fusion simple depuis le 1-3-2000)               | 23 janvier 1973 (Arrêté)                       | 1er février 1973        |
| Bologne                          | Bologne                                                                         | fusion association                                                  | 18 janvier 1973 (Arrêté)                       | 1er février 1973        |
| Bologne                          | Marault                                                                         | fusion association                                                  | 18 janvier 1973 (Arrêté)                       | 1er février 1973        |
| Bologne                          | Roôcourt-la-Côte                                                                | fusion association                                                  | 18 janvier 1973 (Arrêté)                       | 1er février 1973        |
| Bourmont                         | Bourmont                                                                        | fusion association (jusqu'au 1-1-2017)                              | 18 janvier 1973 (Arrêté)                       | 1er février 1973        |
| Bourmont                         | Gonaincourt                                                                     | fusion association (jusqu'au 1-1-2017)                              | 18 janvier 1973 (Arrêté)                       | 1er février 1973        |
| Bayard-sur-Marne                 | Laneuville-à-Bayard                                                             | fusion association                                                  | 29 décembre 1972 (Arrêté)                      | 1er janvier 1973        |
| Bayard-sur-Marne                 | Gourzon                                                                         | fusion association                                                  | 29 décembre 1972 (Arrêté)                      | 1er janvier 1973        |
| Bayard-sur-Marne                 | Prez-sur-Marne                                                                  | fusion association                                                  | 29 décembre 1972 (Arrêté)                      | 1er janvier 1973        |
| Colombey-les-Deux-Églises        | Colombey-les-Deux-Églises                                                       | fusion association (jusqu'au 1-1-2017)                              | 28 décembre 1972 (Arrêté)                      | 1er janvier 1973        |
| Colombey-les-Deux-Églises        | Argentolles                                                                     | fusion association (jusqu'au 1-1-2017)                              | 28 décembre 1972 (Arrêté)                      | 1er janvier 1973        |
| Colombey-les-Deux-Églises        | Biernes                                                                         | fusion association (jusqu'au 1-1-2017)                              | 28 décembre 1972 (Arrêté)                      | 1er janvier 1973        |
| Colombey-les-Deux-Églises        | Blaise                                                                          | fusion association (jusqu'au 1-1-2017)                              | 28 décembre 1972 (Arrêté)                      | 1er janvier 1973        |
| Colombey-les-Deux-Églises        | Champcourt                                                                      | fusion association (jusqu'au 1-1-2017)                              | 28 décembre 1972 (Arrêté)                      | 1er janvier 1973        |
| Colombey-les-Deux-Églises        | Harricourt                                                                      | fusion association (jusqu'au 1-1-2017)                              | 28 décembre 1972 (Arrêté)                      | 1er janvier 1973        |
| Colombey-les-Deux-Églises        | Lavilleneuve-aux-Fresnes                                                        | fusion association (jusqu'au 1-1-2017)                              | 28 décembre 1972 (Arrêté)                      | 1er janvier 1973        |
| Colombey-les-Deux-Églises        | Pratz                                                                           | fusion association (jusqu'au 1-1-2017)                              | 28 décembre 1972 (Arrêté)                      | 1er janvier 1973        |
| Jonchery                         | Jonchery                                                                        | fusion association                                                  | 28 décembre 1972 (Arrêté)                      | 1er janvier 1973        |
| Jonchery                         | Laharmand                                                                       | fusion association                                                  | 28 décembre 1972 (Arrêté)                      | 1er janvier 1973        |
| Jonchery                         | Sarcicourt                                                                      | fusion association                                                  | 28 décembre 1972 (Arrêté)                      | 1er janvier 1973        |
| Marcilly-Plesnoy                 | Marcilly-en-Bassigny (commune rétablie en 1988)                                 | fusion association (dissoute en 1988)                               | 28 décembre 1972 (Arrêté)                      | 1er janvier 1973        |
| Marcilly-Plesnoy                 | Plesnoy (commune rétablie en 1988)                                              | fusion association (dissoute en 1988)                               | 28 décembre 1972 (Arrêté)                      | 1er janvier 1973        |
| Bourbonne-les-Bains              | Bourbonne-les-Bains                                                             | fusion association                                                  | 27 décembre 1972 (Arrêté)                      | 28 décembre 1972        |
| Bourbonne-les-Bains              | Genrupt                                                                         | fusion association                                                  | 27 décembre 1972 (Arrêté)                      | 28 décembre 1972        |
| Bourbonne-les-Bains              | Villars-Saint-Marcellin                                                         | fusion association                                                  | 27 décembre 1972 (Arrêté)                      | 28 décembre 1972        |
| Éclaron-Braucourt                | Éclaron                                                                         | fusion association                                                  | 26 décembre 1972 (Arrêté)                      | 31 décembre 1972        |
| Éclaron-Braucourt                | Braucourt                                                                       | fusion association                                                  | 26 décembre 1972 (Arrêté)                      | 31 décembre 1972        |
| Nully-Trémilly                   | Nully (commune rétablie en 2005)                                                | fusion association (dissoute en 2005)                               | 28 novembre 1972 (Arrêté)                      | 1er décembre 1972       |
| Nully-Trémilly                   | Trémilly (commune rétablie en 2005)                                             | fusion association (dissoute en 2005)                               | 28 novembre 1972 (Arrêté)                      | 1er décembre 1972       |
| Saint-Urbain-Maconcourt          | Saint-Urbain-sur-Marne                                                          | fusion association                                                  | 28 novembre 1972 (Arrêté)                      | 1er décembre 1972       |
| Saint-Urbain-Maconcourt          | Maconcourt                                                                      | fusion association                                                  | 28 novembre 1972 (Arrêté)                      | 1er décembre 1972       |
| Domremy-Landéville               | Domremy-en-Ornois                                                               | fusion association                                                  | 21 novembre 1972 (Arrêté)                      | 1er décembre 1972       |
| Domremy-Landéville               | Landéville                                                                      | fusion association                                                  | 21 novembre 1972 (Arrêté)                      | 1er décembre 1972       |
| Foulain                          | Foulain                                                                         | fusion association                                                  | 31 octobre 1972 (Arrêté)                       | 1er novembre 1972       |
| Foulain                          | Crenay                                                                          | fusion association                                                  | 31 octobre 1972 (Arrêté)                       | 1er novembre 1972       |
| Foulain                          | Luzy-sur-Marne (commune rétablie en 1979)                                       | fusion association                                                  | 31 octobre 1972 (Arrêté)                       | 1er novembre 1972       |
| Breuvannes-en-Bassigny           | Breuvannes                                                                      | fusion association                                                  | 24 octobre 1972 (Arrêté)                       | 1er novembre 1972       |
| Breuvannes-en-Bassigny           | Colombey-lès-Choiseul                                                           | fusion association                                                  | 24 octobre 1972 (Arrêté)                       | 1er novembre 1972       |
| Breuvannes-en-Bassigny           | Meuvy                                                                           | fusion association                                                  | 24 octobre 1972 (Arrêté)                       | 1er novembre 1972       |
| Froncles-Buxières                | Froncles                                                                        | fusion simple                                                       | 24 octobre 1972 (Arrêté)                       | 1er novembre 1972       |
| Froncles-Buxières                | Buxières-lès-Froncles                                                           | fusion simple                                                       | 24 octobre 1972 (Arrêté)                       | 1er novembre 1972       |
| Latrecey-Ormoy-sur-Aube          | Latrecey                                                                        | fusion association                                                  | 19 octobre 1972 (Arrêté)                       | 1er novembre 1972       |
| Latrecey-Ormoy-sur-Aube          | Ormoy-sur-Aube                                                                  | fusion association                                                  | 19 octobre 1972 (Arrêté)                       | 1er novembre 1972       |
| Chamarandes-Choignes             | Chamarandes                                                                     | fusion association (fusion simple depuis le 1-1-2012)               | 17 octobre 1972 (Arrêté)                       | 1er janvier 1973        |
| Chamarandes-Choignes             | Choignes                                                                        | fusion association (fusion simple depuis le 1-1-2012)               | 17 octobre 1972 (Arrêté)                       | 1er janvier 1973        |
| Haute-Amance                     | Haute-Amance                                                                    | fusion association                                                  | 17 octobre 1972 (Arrêté)                       | 1er novembre 1972       |
| Haute-Amance                     | Rosoy-sur-Amance                                                                | fusion association                                                  | 17 octobre 1972 (Arrêté)                       | 1er novembre 1972       |
| Biesles                          | Biesles                                                                         | fusion association                                                  | 25 septembre 1972 (Arrêté)                     | 1er octobre 1972        |
| Biesles                          | Le Puits-des-Mèzes                                                              | fusion association                                                  | 25 septembre 1972 (Arrêté)                     | 1er octobre 1972        |
| Champsevraine                    | Bussières-lès-Belmont                                                           | fusion association                                                  | 25 septembre 1972 (Arrêté)                     | 1er octobre 1972        |
| Champsevraine                    | Corgirnon                                                                       | fusion association                                                  | 25 septembre 1972 (Arrêté)                     | 1er octobre 1972        |
| Curel-Autigny                    | Curel (commune rétablie en 1985)                                                | fusion association (dissoute en 1985)                               | 25 septembre 1972 (Arrêté)                     | 1er octobre 1972        |
| Curel-Autigny                    | Autigny-le-Petit (commune rétablie en 1985)                                     | fusion association (dissoute en 1985)                               | 25 septembre 1972 (Arrêté)                     | 1er octobre 1972        |
| Laferté-sur-Amance               | Laferté-sur-Amance                                                              | fusion association (dissoute en 1985)                               | 25 septembre 1972 (Arrêté)                     | 1er octobre 1972        |
| Laferté-sur-Amance               | Pisseloup (commune rétablie en 1985)                                            | fusion association (dissoute en 1985)                               | 25 septembre 1972 (Arrêté)                     | 1er octobre 1972        |
| Laferté-sur-Amance               | Velles (commune rétablie en 1985)                                               | fusion association (dissoute en 1985)                               | 25 septembre 1972 (Arrêté)                     | 1er octobre 1972        |
| Arc-en-Barrois                   | Arc-en-Barrois                                                                  | fusion association (dissoute en 1983)                               | 1er septembre 1972 (Arrêté)                    | 1er septembre 1972      |
| Arc-en-Barrois                   | Aubepierre-sur-Aube (commune rétablie en 1983)                                  | fusion association (dissoute en 1983)                               | 1er septembre 1972 (Arrêté)                    | 1er septembre 1972      |
| Perrogney-les-Fontaines          | Perrogney                                                                       | fusion association                                                  | 1er septembre 1972 (Arrêté)                    | 1er septembre 1972      |
| Perrogney-les-Fontaines          | Pierrefontaines                                                                 | fusion association                                                  | 1er septembre 1972 (Arrêté)                    | 1er septembre 1972      |
| Pierremont-sur-Amance            | Pierrefaites                                                                    | fusion association                                                  | 1er septembre 1972 (Arrêté)                    | 1er septembre 1972      |
| Pierremont-sur-Amance            | Montesson                                                                       | fusion association                                                  | 1er septembre 1972 (Arrêté)                    | 1er septembre 1972      |
| Ceffonds                         | Ceffonds                                                                        | fusion association                                                  | 30 août 1972 (Arrêté)                          | 1er septembre 1972      |
| Ceffonds                         | Anglus                                                                          | fusion association                                                  | 30 août 1972 (Arrêté)                          | 1er septembre 1972      |
| Ceffonds                         | Sauvage-Magny                                                                   | fusion association                                                  | 30 août 1972 (Arrêté)                          | 1er septembre 1972      |
| Gudmont-Villiers                 | Gudmont                                                                         | fusion association                                                  | 30 août 1972 (Arrêté)                          | 1er septembre 1972      |
| Gudmont-Villiers                 | Villiers-sur-Marne                                                              | fusion association                                                  | 30 août 1972 (Arrêté)                          | 1er septembre 1972      |
| Langres                          | Langres                                                                         | fusion association                                                  | 30 août 1972 (Arrêté)                          | 1er septembre 1972      |
| Langres                          | Corlée                                                                          | fusion association                                                  | 30 août 1972 (Arrêté)                          | 1er septembre 1972      |
| Lezéville                        | Lezéville                                                                       | fusion association                                                  | 30 août 1972 (Arrêté)                          | 1er septembre 1972      |
| Lezéville                        | Harméville                                                                      | fusion association                                                  | 30 août 1972 (Arrêté)                          | 1er septembre 1972      |
| Lezéville                        | Laneuville-au-Bois                                                              | fusion association                                                  | 30 août 1972 (Arrêté)                          | 1er septembre 1972      |
| Sommevoire                       | Sommevoire                                                                      | fusion association                                                  | 30 août 1972 (Arrêté)                          | 1er septembre 1972      |
| Sommevoire                       | Rozières                                                                        | fusion association                                                  | 30 août 1972 (Arrêté)                          | 1er septembre 1972      |
| Robert-Magny-Laneuville-à-Rémy   | Robert-Magny (commune rétablie en 2012)                                         | fusion association (dissoute en 2012)                               | 25 août 1972 (Arrêté)                          | 1er septembre 1972      |
| Robert-Magny-Laneuville-à-Rémy   | Laneuville-à-Rémy (commune rétablie en 2012)                                    | fusion association (dissoute en 2012)                               | 25 août 1972 (Arrêté)                          | 1er septembre 1972      |
| Les Hauts-de-Vingeanne           | Baissey (commune rétablie en 1985)                                              | fusion association (dissoute en 1985)                               | 31 juillet 1972 (Arrêté)                       | 1er août 1972           |
| Les Hauts-de-Vingeanne           | Leuchey (commune rétablie en 1985)                                              | fusion association (dissoute en 1985)                               | 31 juillet 1972 (Arrêté)                       | 1er août 1972           |
| Saint-Blin-Semilly               | Saint-Blin (commune rétablie en 1997)                                           | fusion association (dissoute en 1997)                               | 31 juillet 1972 (Arrêté)                       | 1er août 1972           |
| Saint-Blin-Semilly               | Semilly (commune rétablie en 1997)                                              | fusion association (dissoute en 1997)                               | 31 juillet 1972 (Arrêté)                       | 1er août 1972           |
| Saint-Loup-sur-Aujon             | Saint-Loup-sur-Aujon                                                            | fusion simple                                                       | 31 juillet 1972 (Arrêté)                       | 1er août 1972           |
| Saint-Loup-sur-Aujon             | Courcelles-sur-Aujon                                                            | fusion simple                                                       | 31 juillet 1972 (Arrêté)                       | 1er août 1972           |
| Saint-Loup-sur-Aujon             | Ériseul                                                                         | fusion simple                                                       | 31 juillet 1972 (Arrêté)                       | 1er août 1972           |
| Voisey                           | Voisey                                                                          | fusion association                                                  | 31 juillet 1972 (Arrêté)                       | 1er août 1972           |
| Voisey                           | Vaux-la-Douce                                                                   | fusion association                                                  | 31 juillet 1972 (Arrêté)                       | 1er août 1972           |
| Rochetaillée                     | Rochetaillée-sur-Aujon                                                          | fusion simple                                                       | 6 juillet 1972 (Arrêté)                        | 1er août 1972           |
| Rochetaillée                     | Chameroy                                                                        | fusion simple                                                       | 6 juillet 1972 (Arrêté)                        | 1er août 1972           |
| Rolampont                        | Rolampont                                                                       | fusion association                                                  | 4 juillet 1972 (Arrêté)                        | 1er août 1972           |
| Rolampont                        | Beauchemin (commune rétablie en 1989)                                           | fusion association                                                  | 4 juillet 1972 (Arrêté)                        | 1er août 1972           |
| Rolampont                        | Charmoilles                                                                     | fusion association                                                  | 4 juillet 1972 (Arrêté)                        | 1er août 1972           |
| Rolampont                        | Lannes                                                                          | fusion association                                                  | 4 juillet 1972 (Arrêté)                        | 1er août 1972           |
| Rolampont                        | Tronchoy                                                                        | fusion association                                                  | 4 juillet 1972 (Arrêté)                        | 1er août 1972           |
| Terre-Natale                     | Varennes-sur-Amance (commune rétablie en 2012)                                  | fusion association (dissoute en 2012)                               | 4 juillet 1972 (Arrêté)                        | 1er août 1972           |
| Terre-Natale                     | Champigny-sous-Varennes(commune rétablie en 1986)                               | fusion association (dissoute en 2012)                               | 4 juillet 1972 (Arrêté)                        | 1er août 1972           |
| Terre-Natale                     | Chézeaux (commune rétablie en 2012)                                             | fusion association (dissoute en 2012)                               | 4 juillet 1972 (Arrêté)                        | 1er août 1972           |
| Saint-Pérégrin-sur-Vannon        | Pressigny (commune rétablie en 1986)                                            | fusion association (dissoute en 1986)                               | 3 juillet 1972 (Arrêté)                        | 1er août 1972           |
| Saint-Pérégrin-sur-Vannon        | Gilley (commune rétablie en 1986)                                               | fusion association (dissoute en 1986)                               | 3 juillet 1972 (Arrêté)                        | 1er août 1972           |
| Saint-Pérégrin-sur-Vannon        | Poinson-lès-Fayl (commune rétablie en 1986)                                     | fusion association (dissoute en 1986)                               | 3 juillet 1972 (Arrêté)                        | 1er août 1972           |
| Saint-Pérégrin-sur-Vannon        | Savigny (commune rétablie en 1986)                                              | fusion association (dissoute en 1986)                               | 3 juillet 1972 (Arrêté)                        | 1er août 1972           |
| Saint-Pérégrin-sur-Vannon        | Tornay (commune rétablie en 1986)                                               | fusion association (dissoute en 1986)                               | 3 juillet 1972 (Arrêté)                        | 1er août 1972           |
| Saint-Pérégrin-sur-Vannon        | Valleroy (commune rétablie en 1986)                                             | fusion association (dissoute en 1986)                               | 3 juillet 1972 (Arrêté)                        | 1er août 1972           |
| Saint-Pérégrin-sur-Vannon        | Voncourt (commune rétablie en 1986)                                             | fusion association (dissoute en 1986)                               | 3 juillet 1972 (Arrêté)                        | 1er août 1972           |
| Troisfontaines-la-Ville          | Troisfontaines                                                                  | fusion association                                                  | 3 juillet 1972 (Arrêté)                        | 1er août 1972           |
| Troisfontaines-la-Ville          | Avrainville                                                                     | fusion association                                                  | 3 juillet 1972 (Arrêté)                        | 1er août 1972           |
| Troisfontaines-la-Ville          | Flornoy                                                                         | fusion association                                                  | 3 juillet 1972 (Arrêté)                        | 1er août 1972           |
| Troisfontaines-la-Ville          | Villiers-aux-Bois                                                               | fusion association                                                  | 3 juillet 1972 (Arrêté)                        | 1er août 1972           |
| Villegusien-le-Lac               | Villegusien                                                                     | fusion association (jusqu'au 1-1-2016)                              | 3 juillet 1972 (Arrêté)                        | 1er août 1972           |
| Villegusien-le-Lac               | Piépape                                                                         | fusion association (jusqu'au 1-1-2016)                              | 3 juillet 1972 (Arrêté)                        | 1er août 1972           |
| Villegusien-le-Lac               | Prangey                                                                         | fusion association (jusqu'au 1-1-2016)                              | 3 juillet 1972 (Arrêté)                        | 1er août 1972           |
| Villegusien-le-Lac               | Saint-Michel                                                                    | fusion association (jusqu'au 1-1-2016)                              | 3 juillet 1972 (Arrêté)                        | 1er août 1972           |
| Semoutiers-Montsaon              | Semoutiers                                                                      | fusion association                                                  | 26 juin 1972 (Arrêté)                          | 27 juin 1972            |
| Semoutiers-Montsaon              | Montsaon                                                                        | fusion association                                                  | 26 juin 1972 (Arrêté)                          | 27 juin 1972            |
| Fayl-la-Forêt                    | Fayl-Billot                                                                     | fusion association                                                  | 20 juin 1972 (Arrêté)                          | 22 juin 1972            |
| Fayl-la-Forêt                    | Broncourt                                                                       | fusion association                                                  | 20 juin 1972 (Arrêté)                          | 22 juin 1972            |
| Fayl-la-Forêt                    | Charmoy                                                                         | fusion association                                                  | 20 juin 1972 (Arrêté)                          | 22 juin 1972            |
| Blaiserives                      | Doulevant-le-Château                                                            | fusion association                                                  | 19 juin 1972 (Arrêté)                          | 20 juin 1972            |
| Blaiserives                      | Villiers-aux-Chênes                                                             | fusion association                                                  | 19 juin 1972 (Arrêté)                          | 20 juin 1972            |
| Épizon                           | Épizon                                                                          | fusion association (jusqu'au 27-2-2013)                             | 8 juin 1972 (Arrêté)                           | 9 juin 1972             |
| Épizon                           | Bettoncourt-le-Haut                                                             | fusion association (jusqu'au 27-2-2013)                             | 8 juin 1972 (Arrêté)                           | 9 juin 1972             |
| Chatonrupt-Sommermont            | Chatonrupt                                                                      | fusion association                                                  | 7 juin 1972 (Arrêté)                           | 8 juin 1972             |
| Chatonrupt-Sommermont            | Sommermont                                                                      | fusion association                                                  | 7 juin 1972 (Arrêté)                           | 8 juin 1972             |
| Le Vallinot                      | Longeau                                                                         | fusion association                                                  | 5 juin 1972 (Arrêté)                           | 6 juin 1972             |
| Le Vallinot                      | Percey-le-Pautel                                                                | fusion association                                                  | 5 juin 1972 (Arrêté)                           | 6 juin 1972             |
| Villars-Santenoge                | Villars-Montroyer                                                               | fusion simple                                                       | 5 juin 1972 (Arrêté)                           | 6 juin 1972             |
| Villars-Santenoge                | Santenoge                                                                       | fusion simple                                                       | 5 juin 1972 (Arrêté)                           | 6 juin 1972             |
| Le Val-de-Meuse                  | Montigny-le-Roi                                                                 | fusion association                                                  | 1er juin 1972 (Arrêté)                         | 2 juin 1972             |
| Le Val-de-Meuse                  | Avrecourt (commune rétablie en 2012)                                            | fusion association                                                  | 1er juin 1972 (Arrêté)                         | 2 juin 1972             |
| Le Val-de-Meuse                  | Épinant                                                                         | fusion association                                                  | 1er juin 1972 (Arrêté)                         | 2 juin 1972             |
| Le Val-de-Meuse                  | Lécourt                                                                         | fusion association                                                  | 1er juin 1972 (Arrêté)                         | 2 juin 1972             |
| Le Val-de-Meuse                  | Maulain                                                                         | fusion association                                                  | 1er juin 1972 (Arrêté)                         | 2 juin 1972             |
| Le Val-de-Meuse                  | Provenchères-sur-Meuse                                                          | fusion association                                                  | 1er juin 1972 (Arrêté)                         | 2 juin 1972             |
| Le Val-de-Meuse                  | Ravennefontaines                                                                | fusion association                                                  | 1er juin 1972 (Arrêté)                         | 2 juin 1972             |
| Le Val-de-Meuse                  | Récourt                                                                         | fusion association                                                  | 1er juin 1972 (Arrêté)                         | 2 juin 1972             |
| Le Val-de-Meuse                  | Saulxures (commune rétablie en 2012)                                            | fusion association                                                  | 1er juin 1972 (Arrêté)                         | 2 juin 1972             |
| Autreville-sur-la-Renne          | Autreville-sur-la-Renne                                                         | fusion association                                                  | 31 mai 1972 (Arrêté)                           | 1er juin 1972           |
| Autreville-sur-la-Renne          | Lavilleneuve-au-Roi (commune rétablie en 2012)                                  | fusion association                                                  | 31 mai 1972 (Arrêté)                           | 1er juin 1972           |
| Autreville-sur-la-Renne          | Saint-Martin-sur-la-Renne                                                       | fusion association                                                  | 31 mai 1972 (Arrêté)                           | 1er juin 1972           |
| Autreville-sur-la-Renne          | Valdelancourt                                                                   | fusion association                                                  | 31 mai 1972 (Arrêté)                           | 1er juin 1972           |
| Nogent                           | Nogent-en-Bassigny                                                              | fusion association                                                  | 31 mai 1972 (Arrêté)                           | 1er juin 1972           |
| Nogent                           | Donnemarie                                                                      | fusion association                                                  | 31 mai 1972 (Arrêté)                           | 1er juin 1972           |
| Nogent                           | Essey-les-Eaux                                                                  | fusion association                                                  | 31 mai 1972 (Arrêté)                           | 1er juin 1972           |
| Nogent                           | Odival                                                                          | fusion association                                                  | 31 mai 1972 (Arrêté)                           | 1er juin 1972           |
| Chassigny-Aisey                  | Chassigny (commune rétablie en 1990)                                            | fusion association (dissoute en 1990)                               | 26 mai 1972 (Arrêté)                           | 1er juin 1972           |
| Chassigny-Aisey                  | Coublanc (commune rétablie en 1990)                                             | fusion association (dissoute en 1990)                               | 26 mai 1972 (Arrêté)                           | 1er juin 1972           |
| Chassigny-Aisey                  | Dommarien (commune rétablie en 1990)                                            | fusion association (dissoute en 1990)                               | 26 mai 1972 (Arrêté)                           | 1er juin 1972           |
| Val-de-Gris                      | Neuilly-l'Évêque (commune rétablie en 1984)                                     | fusion association (dissoute en 1984)                               | 26 mai 1972 (Arrêté), 21 juin 1972 (Arrêté)    | 1er juin 1972           |
| Val-de-Gris                      | Andilly-en-Bassigny (commune rétablie en 1984)                                  | fusion association (dissoute en 1984)                               | 26 mai 1972 (Arrêté), 21 juin 1972 (Arrêté)    | 1er juin 1972           |
| Val-de-Gris                      | Bannes (commune rétablie en 1984)                                               | fusion association (dissoute en 1984)                               | 26 mai 1972 (Arrêté), 21 juin 1972 (Arrêté)    | 1er juin 1972           |
| Val-de-Gris                      | Bonnecourt (commune rétablie en 1984)                                           | fusion association (dissoute en 1984)                               | 26 mai 1972 (Arrêté), 21 juin 1972 (Arrêté)    | 1er juin 1972           |
| Val-de-Gris                      | Changey (commune rétablie en 1984)                                              | fusion association (dissoute en 1984)                               | 26 mai 1972 (Arrêté), 21 juin 1972 (Arrêté)    | 1er juin 1972           |
| Val-de-Gris                      | Charmes (commune rétablie en 1984)                                              | fusion association (dissoute en 1984)                               | 26 mai 1972 (Arrêté), 21 juin 1972 (Arrêté)    | 1er juin 1972           |
| Val-de-Gris                      | Chatenay-Vaudin (commune rétablie en 1984)                                      | fusion association (dissoute en 1984)                               | 26 mai 1972 (Arrêté), 21 juin 1972 (Arrêté)    | 1er juin 1972           |
| Val-de-Gris                      | Dampierre (commune rétablie en 1984)                                            | fusion association (dissoute en 1984)                               | 26 mai 1972 (Arrêté), 21 juin 1972 (Arrêté)    | 1er juin 1972           |
| Val-de-Gris                      | Frécourt (commune rétablie en 1984)                                             | fusion association (dissoute en 1984)                               | 26 mai 1972 (Arrêté), 21 juin 1972 (Arrêté)    | 1er juin 1972           |
| Val-de-Gris                      | Lecey (commune rétablie en 1984)                                                | fusion association (dissoute en 1984)                               | 26 mai 1972 (Arrêté), 21 juin 1972 (Arrêté)    | 1er juin 1972           |
| Val-de-Gris                      | Orbigny-au-Val (commune rétablie en 1984)                                       | fusion association (dissoute en 1984)                               | 26 mai 1972 (Arrêté), 21 juin 1972 (Arrêté)    | 1er juin 1972           |
| Val-de-Gris                      | Poiseul (commune rétablie en 1984)                                              | fusion association (dissoute en 1984)                               | 26 mai 1972 (Arrêté), 21 juin 1972 (Arrêté)    | 1er juin 1972           |
| Hauts-Vals-sous-Nouroy           | Le Pailly (commune rétablie en 1992)                                            | fusion association (dissoute en 1992)                               | 16 mai 1972 (Arrêté), 24 juillet 1972 (Arrêté) | 18 mai 1972             |
| Hauts-Vals-sous-Nouroy           | Heuilley-le-Grand (commune rétablie en 1992)                                    | fusion association (dissoute en 1992)                               | 16 mai 1972 (Arrêté), 24 juillet 1972 (Arrêté) | 18 mai 1972             |
| Hauts-Vals-sous-Nouroy           | Noidant-Chatenoy (commune rétablie en 1992)                                     | fusion association (dissoute en 1992)                               | 16 mai 1972 (Arrêté), 24 juillet 1972 (Arrêté) | 18 mai 1972             |
| Hauts-Vals-sous-Nouroy           | Palaiseul (commune rétablie en 1992)                                            | fusion association (dissoute en 1992)                               | 16 mai 1972 (Arrêté), 24 juillet 1972 (Arrêté) | 18 mai 1972             |
| Hauts-Vals-sous-Nouroy           | Violot (commune rétablie en 1992)                                               | fusion association (dissoute en 1992)                               | 16 mai 1972 (Arrêté), 24 juillet 1972 (Arrêté) | 18 mai 1972             |
| Reynel                           | Reynel                                                                          | fusion association (dissoute en 1983)                               | 16 mai 1972 (Arrêté)                           | 18 mai 1972             |
| Reynel                           | Montot-sur-Rognon (commune rétablie en 1983)                                    | fusion association (dissoute en 1983)                               | 16 mai 1972 (Arrêté)                           | 18 mai 1972             |
| Reynel                           | Signéville (commune rétablie en 1983)                                           | fusion association (dissoute en 1983)                               | 16 mai 1972 (Arrêté)                           | 18 mai 1972             |
| Reynel                           | Vignes-la-Côte (commune rétablie en 1983)                                       | fusion association (dissoute en 1983)                               | 16 mai 1972 (Arrêté)                           | 18 mai 1972             |
| Haute-Amance                     | Hortes                                                                          | fusion association                                                  | 12 mai 1972 (Arrêté)                           | 17 mai 1972             |
| Haute-Amance                     | Montlandon                                                                      | fusion association                                                  | 12 mai 1972 (Arrêté)                           | 17 mai 1972             |
| Haute-Amance                     | Troischamps                                                                     | fusion association                                                  | 12 mai 1972 (Arrêté)                           | 17 mai 1972             |
| Rouvres-Arbot                    | Rouvres-sur-Aube (commune rétablie en 1985)                                     | fusion association (dissoute en 1985)                               | 12 mai 1972 (Arrêté)                           | 15 mai 1972             |
| Rouvres-Arbot                    | Arbot (commune rétablie en 1985)                                                | fusion association (dissoute en 1985)                               | 12 mai 1972 (Arrêté)                           | 15 mai 1972             |
| Le Val-d'Esnoms                  | Esnoms-au-Val                                                                   | fusion association                                                  | 12 mai 1972 (Arrêté)                           | 15 mai 1972             |
| Le Val-d'Esnoms                  | Chatoillenot                                                                    | fusion association                                                  | 12 mai 1972 (Arrêté)                           | 15 mai 1972             |
| Le Val-d'Esnoms                  | Courcelles-Val-d'Esnoms                                                         | fusion association                                                  | 12 mai 1972 (Arrêté)                           | 15 mai 1972             |
| Chalmessin                       | Chalmessin                                                                      | fusion association                                                  | 28 avril 1972 (Arrêté)                         | 1er mai 1972            |
| Chalmessin                       | Villemervry                                                                     | fusion association                                                  | 28 avril 1972 (Arrêté)                         | 1er mai 1972            |
| Cusey                            | Cusey                                                                           | fusion association (fusion simple depuis le 1-7-2009)               | 28 avril 1972 (Arrêté)                         | 1er mai 1972            |
| Cusey                            | Percey-sous-Montormentier                                                       | fusion association (fusion simple depuis le 1-7-2009)               | 28 avril 1972 (Arrêté)                         | 1er mai 1972            |
| Doulaincourt-Saucourt            | Doulaincourt                                                                    | fusion association                                                  | 28 avril 1972 (Arrêté)                         | 1er mai 1972            |
| Doulaincourt-Saucourt            | Saucourt-sur-Rognon                                                             | fusion association                                                  | 28 avril 1972 (Arrêté)                         | 1er mai 1972            |
| Eurville-Bienville               | Eurville                                                                        | fusion association (fusion simple depuis le 1-3-1990)               | 28 avril 1972 (Arrêté)                         | 1er mai 1972            |
| Eurville-Bienville               | Bienville                                                                       | fusion association (fusion simple depuis le 1-3-1990)               | 28 avril 1972 (Arrêté)                         | 1er mai 1972            |
| Châteauvillain                   | Châteauvillain                                                                  | fusion association                                                  | 27 mars 1972 (Arrêté)                          | 28 mars 1972            |
| Châteauvillain                   | Créancey                                                                        | fusion association                                                  | 27 mars 1972 (Arrêté)                          | 28 mars 1972            |
| Châteauvillain                   | Essey-les-Ponts                                                                 | fusion association                                                  | 27 mars 1972 (Arrêté)                          | 28 mars 1972            |
| Châteauvillain                   | Marmesse                                                                        | fusion association                                                  | 27 mars 1972 (Arrêté)                          | 28 mars 1972            |
| Percey-sous-Montormentier        | Percey-le-Petit                                                                 | fusion                                                              | 24 février 1971 (Arrêté)                       | 25 février 1971         |
| Percey-sous-Montormentier        | Montormentier                                                                   | fusion                                                              | 24 février 1971 (Arrêté)                       | 25 février 1971         |
| Rachecourt-Suzémont              | Rachecourt-sur-Blaise                                                           | fusion                                                              | 4 décembre 1968 (Arrêté)                       | 1er janvier 1969        |
| Rachecourt-Suzémont              | Suzémont                                                                        | fusion                                                              | 4 décembre 1968 (Arrêté)                       | 1er janvier 1969        |
| Cirey-lès-Mareilles              | Cirey-lès-Mareilles                                                             | fusion                                                              | 18 juin 1968 (Arrêté)                          | 1er janvier 1969        |
| Cirey-lès-Mareilles              | Morteau                                                                         | fusion                                                              | 18 juin 1968 (Arrêté)                          | 1er janvier 1969        |
| Bourdons-sur-Rognon              | Bourdons-sur-Rognon                                                             | fusion                                                              | 9 juillet 1966 (Arrêté)                        | 16 septembre 1966       |
| Bourdons-sur-Rognon              | Lacrète                                                                         | fusion                                                              | 9 juillet 1966 (Arrêté)                        | 16 septembre 1966       |
| Montigny-le-Roi                  | Montigny-le-Roi                                                                 | fusion                                                              | 9 juillet 1966 (Arrêté)                        | 1er septembre 1966      |
| Montigny-le-Roi                  | Meuse                                                                           | fusion                                                              | 9 juillet 1966 (Arrêté)                        | 1er septembre 1966      |
| Châteauvillain                   | Châteauvillain                                                                  | fusion                                                              | 17 mai 1966 (Arrêté)                           | 1er juin 1966           |
| Châteauvillain                   | Montribourg                                                                     | fusion                                                              | 17 mai 1966 (Arrêté)                           | 1er juin 1966           |
| Vaux-sous-Aubigny                | Vaux-sous-Aubigny                                                               | fusion                                                              | 3 août 1965 (Arrêté)                           | 8 novembre 1965         |
| Vaux-sous-Aubigny                | Couzon-sur-Coulange                                                             | fusion                                                              | 3 août 1965 (Arrêté)                           | 8 novembre 1965         |
| Vaux-sous-Aubigny                | Vaux-sous-Aubigny                                                               | fusion                                                              | 21 janvier 1959 (Arrêté)                       | 22 février 1959         |
| Vaux-sous-Aubigny                | Aubigny-sur-Badin                                                               | fusion                                                              | 21 janvier 1959 (Arrêté)                       | 22 février 1959         |
| Saulles                          | Saulles                                                                         | fusion                                                              | 16 mai 1958 (Arrêté)                           | 4 juillet 1958          |
| Saulles                          | Seuchey                                                                         | fusion                                                              | 16 mai 1958 (Arrêté)                           | 4 juillet 1958          |
| Hallignicourt                    | Hallignicourt                                                                   | fusion                                                              | 31 décembre 1951 (Arrêté)                      | 20 mars 1952            |
| Hallignicourt                    | Hoéricourt (une partie)                                                         | fusion                                                              | 31 décembre 1951 (Arrêté)                      | 20 mars 1952            |
| Saint-Dizier                     | Saint-Dizier                                                                    | fusion                                                              | 31 décembre 1951 (Arrêté)                      | 20 mars 1952            |
| Saint-Dizier                     | Hoéricourt (une partie)                                                         | fusion                                                              | 31 décembre 1951 (Arrêté)                      | 20 mars 1952            |
| Hortes                           | Hortes                                                                          | fusion                                                              | 20 février 1849 (Loi)                          | 20 février 1849 (Loi)   |
| Hortes                           | Beaulieu (une partie)                                                           | fusion                                                              | 20 février 1849 (Loi)                          | 20 février 1849 (Loi)   |
| Rosoy                            | Rosoy                                                                           | fusion                                                              | 20 février 1849 (Loi)                          | 20 février 1849 (Loi)   |
| Rosoy                            | Beaulieu (une partie)                                                           | fusion                                                              | 20 février 1849 (Loi)                          | 20 février 1849 (Loi)   |
| Rougeux                          | Rougeux                                                                         | fusion                                                              | 20 février 1849 (Loi)                          | 20 février 1849 (Loi)   |
| Rougeux                          | Beaulieu (une partie)                                                           | fusion                                                              | 20 février 1849 (Loi)                          | 20 février 1849 (Loi)   |
| Chaumont                         | Chaumont                                                                        | fusion                                                              | 6 janvier 1810 (Décret)                        | 6 janvier 1810 (Décret) |
| Chaumont                         | Buxereuilles                                                                    | fusion                                                              | 6 janvier 1810 (Décret)                        | 6 janvier 1810 (Décret) |
| Chaumont                         | Reclancourt                                                                     | fusion                                                              | 6 janvier 1810 (Décret)                        | 6 janvier 1810 (Décret) |
| Breuvannes                       | Breuvannes                                                                      | fusion                                                              | 15 avril 1806 (Décret),                        | 15 avril 1806 (Décret), |
| Breuvannes                       | Vaudinvilliers (une partie : hameaux de Frocourt et des Gouttes)                | fusion                                                              | 15 avril 1806 (Décret),                        | 15 avril 1806 (Décret), |
| Colombey-lès-Choiseul            | Colombey-lès-Choiseul                                                           | fusion                                                              | 15 avril 1806 (Décret),                        | 15 avril 1806 (Décret), |
| Colombey-lès-Choiseul            | Vaudinvilliers (une partie : village de Vaudinvilliers et ferme de la Tuilerie) | fusion                                                              | 15 avril 1806 (Décret),                        | 15 avril 1806 (Décret), |
| Perthes                          | Perthes                                                                         | fusion                                                              | 1795-1800                                      | 1795-1800               |
| Perthes                          | Longchamps-en-Perthois                                                          | fusion                                                              | 1795-1800                                      | 1795-1800               |
| Avrecourt                        | Avrecourt                                                                       | fusion                                                              | 1790-1794                                      | 1790-1794               |
| Avrecourt                        | Serfiliers                                                                      | fusion                                                              | 1790-1794                                      | 1790-1794               |
| Bussières-et-Belmont             | Bussières (commune rétablie en 1831)                                            | fusion                                                              | 1790-1794                                      | 1790-1794               |
| Bussières-et-Belmont             | Belmont (commune rétablie en 1831)                                              | fusion                                                              | 1790-1794                                      | 1790-1794               |
| Dammartin                        | Dammartin                                                                       | fusion                                                              | 1790-1794                                      | 1790-1794               |
| Dammartin                        | Malroy                                                                          | fusion                                                              | 1790-1794                                      | 1790-1794               |
| Genevrières                      | Genevrières                                                                     | fusion                                                              | 1790-1794                                      | 1790-1794               |
| Genevrières                      | Belfond                                                                         | fusion                                                              | 1790-1794                                      | 1790-1794               |
| Heuillay-le-Grand                | Heuillay-le-Grand                                                               | fusion                                                              | 1790-1794                                      | 1790-1794               |
| Heuillay-le-Grand                | La Borde                                                                        | fusion                                                              | 1790-1794                                      | 1790-1794               |
| Lannes                           | Lannes                                                                          | fusion                                                              | 1790-1794                                      | 1790-1794               |
| Lannes                           | Tronchoy (commune rétablie en 1843)                                             | fusion                                                              | 1790-1794                                      | 1790-1794               |
| Leschères                        | Leschères                                                                       | fusion                                                              | 1790-1794                                      | 1790-1794               |
| Leschères                        | La Folie                                                                        | fusion                                                              | 1790-1794                                      | 1790-1794               |
| Parnot                           | Parnot                                                                          | fusion                                                              | 1790-1794                                      | 1790-1794               |
| Parnot                           | Morimont                                                                        | fusion                                                              | 1790-1794                                      | 1790-1794               |
| Prangey                          | Prangey                                                                         | fusion                                                              | 1790-1794                                      | 1790-1794               |
| Prangey                          | Vesvres (canton de Longeau)                                                     | fusion                                                              | 1790-1794                                      | 1790-1794               |
| Provenchères                     | Provenchères                                                                    | fusion                                                              | 1790-1794                                      | 1790-1794               |
| Provenchères                     | Damphal                                                                         | fusion                                                              | 1790-1794                                      | 1790-1794               |

## Créations et rétablissements
| Nom de la commune créée | Commune affectée                                   | Mode de création               | Date (et nature) de la décision | Date d'effet             |
| ----------------------- | -------------------------------------------------- | ------------------------------ | ------------------------------- | ------------------------ |
| Avrecourt               | Val-de-Meuse                                       | Rétablissements                | 26 décembre 2011 (Arrêté)       | 1er janvier 2012         |
| Saulxures               | Val-de-Meuse                                       | Rétablissements                | 26 décembre 2011 (Arrêté)       | 1er janvier 2012         |
| Chézeaux                | Terre-Natale (commune supprimée)                   | Rétablissements et suppression | 26 décembre 2011 (Arrêté)       | 1er janvier 2012         |
| Varennes-sur-Amance     | Terre-Natale (commune supprimée)                   | Rétablissements et suppression | 26 décembre 2011 (Arrêté)       | 1er janvier 2012         |
| Lavilleneuve-au-Roi     | Autreville-sur-la-Renne                            | Rétablissement                 | 26 décembre 2011 (Arrêté)       | 1er janvier 2012         |
| Robert-Magny            | Robert-Magny-Laneuville-à-Rémy (commune supprimée) | Rétablissements et suppression | 30 septembre 2011 (Arrêté)      | 1er janvier 2012         |
| Laneuville-à-Rémy       | Robert-Magny-Laneuville-à-Rémy (commune supprimée) | Rétablissements et suppression | 30 septembre 2011 (Arrêté)      | 1er janvier 2012         |
| Nully                   | Nully-Trémilly (commune supprimée)                 | Rétablissements et suppression | 24 décembre 2004 (Arrêté)       | 1er janvier 2005         |
| Trémilly                | Nully-Trémilly (commune supprimée)                 | Rétablissements et suppression | 24 décembre 2004 (Arrêté)       | 1er janvier 2005         |
| Saint-Blin              | Saint-Blin-Semilly (commune supprimée)             | Rétablissements et suppression | 19 décembre 1996 (Arrêté)       | 1er janvier 1997         |
| Semilly                 | Saint-Blin-Semilly (commune supprimée)             | Rétablissements et suppression | 19 décembre 1996 (Arrêté)       | 1er janvier 1997         |
| Heuilley-le-Grand       | Hauts-Vals-sous-Nouroy (commune supprimée)         | Rétablissements et suppression | 13 décembre 1991 (Arrêté)       | 1er janvier 1992         |
| Noidant-Chatenoy        | Hauts-Vals-sous-Nouroy (commune supprimée)         | Rétablissements et suppression | 13 décembre 1991 (Arrêté)       | 1er janvier 1992         |
| Le Pailly               | Hauts-Vals-sous-Nouroy (commune supprimée)         | Rétablissements et suppression | 13 décembre 1991 (Arrêté)       | 1er janvier 1992         |
| Palaiseul               | Hauts-Vals-sous-Nouroy (commune supprimée)         | Rétablissements et suppression | 13 décembre 1991 (Arrêté)       | 1er janvier 1992         |
| Violot                  | Hauts-Vals-sous-Nouroy (commune supprimée)         | Rétablissements et suppression | 13 décembre 1991 (Arrêté)       | 1er janvier 1992         |
| Chassigny               | Chassigny-Aisey (commune supprimée)                | Rétablissements et suppression | 28 juin 1990 (Arrêté)           | 1er juillet 1990         |
| Coublanc                | Chassigny-Aisey (commune supprimée)                | Rétablissements et suppression | 28 juin 1990 (Arrêté)           | 1er juillet 1990         |
| Dommarien               | Chassigny-Aisey (commune supprimée)                | Rétablissements et suppression | 28 juin 1990 (Arrêté)           | 1er juillet 1990         |
| Grandchamp              | Chassigny-Aisey (commune supprimée)                | Rétablissements et suppression | 28 juin 1990 (Arrêté)           | 1er juillet 1990         |
| Beauchemin              | Rolampont                                          | Rétablissement                 | 10 février 1989 (Arrêté)        | 15 février 1989          |
| Marcilly-en-Bassigny    | Marcilly-Plesnoy (commune supprimée)               | Rétablissements et suppression | 23 décembre 1987 (Arrêté)       | 1er janvier 1988         |
| Plesnoy                 | Marcilly-Plesnoy (commune supprimée)               | Rétablissements et suppression | 23 décembre 1987 (Arrêté)       | 1er janvier 1988         |
| Champigny-sous-Varennes | Terre-Natale                                       | Rétablissement                 | 27 décembre 1985 (Arrêté)       | 1er janvier 1986         |
| Gilley                  | Saint-Pérégrin-sur-Vannon (commune supprimée)      | Rétablissements et suppression | 27 décembre 1985 (Arrêté)       | 1er janvier 1986         |
| Poinson-lès-Fayl        | Saint-Pérégrin-sur-Vannon (commune supprimée)      | Rétablissements et suppression | 27 décembre 1985 (Arrêté)       | 1er janvier 1986         |
| Pressigny               | Saint-Pérégrin-sur-Vannon (commune supprimée)      | Rétablissements et suppression | 27 décembre 1985 (Arrêté)       | 1er janvier 1986         |
| Savigny                 | Saint-Pérégrin-sur-Vannon (commune supprimée)      | Rétablissements et suppression | 27 décembre 1985 (Arrêté)       | 1er janvier 1986         |
| Tornay                  | Saint-Pérégrin-sur-Vannon (commune supprimée)      | Rétablissements et suppression | 27 décembre 1985 (Arrêté)       | 1er janvier 1986         |
| Valleroy                | Saint-Pérégrin-sur-Vannon (commune supprimée)      | Rétablissements et suppression | 27 décembre 1985 (Arrêté)       | 1er janvier 1986         |
| Voncourt                | Saint-Pérégrin-sur-Vannon (commune supprimée)      | Rétablissements et suppression | 27 décembre 1985 (Arrêté)       | 1er janvier 1986         |
| Arbot                   | Rouvres-Arbot (commune supprimée)                  | Rétablissements et suppression | 28 décembre 1984 (Arrêté)       | 1er janvier 1985         |
| Rouvres-sur-Aube        | Rouvres-Arbot (commune supprimée)                  | Rétablissements et suppression | 28 décembre 1984 (Arrêté)       | 1er janvier 1985         |
| Autigny-le-Petit        | Curel-Autigny (commune supprimée)                  | Rétablissements et suppression | 28 décembre 1984 (Arrêté)       | 1er janvier 1985         |
| Curel                   | Curel-Autigny (commune supprimée)                  | Rétablissements et suppression | 28 décembre 1984 (Arrêté)       | 1er janvier 1985         |
| Baissey                 | Les Hauts-de-Vingeanne (commune supprimée)         | Rétablissements et suppression | 28 décembre 1984 (Arrêté)       | 1er janvier 1985         |
| Leuchey                 | Les Hauts-de-Vingeanne (commune supprimée)         | Rétablissements et suppression | 28 décembre 1984 (Arrêté)       | 1er janvier 1985         |
| Pisseloup               | Laferté-sur-Amance                                 | Rétablissements                | 28 décembre 1984 (Arrêté)       | 1er janvier 1985         |
| Velles                  | Laferté-sur-Amance                                 | Rétablissements                | 28 décembre 1984 (Arrêté)       | 1er janvier 1985         |
| Andilly-en-Bassigny     | Val-de-Gris (commune supprimée)                    | Rétablissements et suppression | 28 décembre 1983 (Arrêté)       | 1er janvier 1984         |
| Bannes                  | Val-de-Gris (commune supprimée)                    | Rétablissements et suppression | 28 décembre 1983 (Arrêté)       | 1er janvier 1984         |
| Bonnecourt              | Val-de-Gris (commune supprimée)                    | Rétablissements et suppression | 28 décembre 1983 (Arrêté)       | 1er janvier 1984         |
| Changey                 | Val-de-Gris (commune supprimée)                    | Rétablissements et suppression | 28 décembre 1983 (Arrêté)       | 1er janvier 1984         |
| Charmes                 | Val-de-Gris (commune supprimée)                    | Rétablissements et suppression | 28 décembre 1983 (Arrêté)       | 1er janvier 1984         |
| Chatenay-Vaudin         | Val-de-Gris (commune supprimée)                    | Rétablissements et suppression | 28 décembre 1983 (Arrêté)       | 1er janvier 1984         |
| Dampierre               | Val-de-Gris (commune supprimée)                    | Rétablissements et suppression | 28 décembre 1983 (Arrêté)       | 1er janvier 1984         |
| Frécourt                | Val-de-Gris (commune supprimée)                    | Rétablissements et suppression | 28 décembre 1983 (Arrêté)       | 1er janvier 1984         |
| Lecey                   | Val-de-Gris (commune supprimée)                    | Rétablissements et suppression | 28 décembre 1983 (Arrêté)       | 1er janvier 1984         |
| Neuilly-l'Évêque        | Val-de-Gris (commune supprimée)                    | Rétablissements et suppression | 28 décembre 1983 (Arrêté)       | 1er janvier 1984         |
| Orbigny-au-Val          | Val-de-Gris (commune supprimée)                    | Rétablissements et suppression | 28 décembre 1983 (Arrêté)       | 1er janvier 1984         |
| Poiseul                 | Val-de-Gris (commune supprimée)                    | Rétablissements et suppression | 28 décembre 1983 (Arrêté)       | 1er janvier 1984         |
| Aubepierre-sur-Aube     | Arc-en-Barrois                                     | Rétablissement                 | 31 décembre 1982 (Arrêté)       | 1er janvier 1983         |
| Montot-sur-Rognon       | Reynel                                             | Rétablissements                | 31 décembre 1982 (Arrêté)       | 1er janvier 1983         |
| Signéville              | Reynel                                             | Rétablissements                | 31 décembre 1982 (Arrêté)       | 1er janvier 1983         |
| Vignes-la-Côte          | Reynel                                             | Rétablissements                | 31 décembre 1982 (Arrêté)       | 1er janvier 1983         |
| Luzy-sur-Marne          | Foulain                                            | Rétablissement                 | 26 janvier 1979 (Arrêté)        | 1er février 1979         |
| Tronchoy                | Charmoilles                                        | Démembrement                   | 27 juin 1843 (Loi)              | 27 juin 1843 (Loi)       |
| Tronchoy                | Lannes                                             | Démembrement                   | 27 juin 1843 (Loi)              | 27 juin 1843 (Loi)       |
| Belmont                 | Bussières-et-Belmont (commune supprimée)           | Rétablissements et suppression | 9 août 1831 (Ordonnance)        | 9 août 1831 (Ordonnance) |
| Bussières-lès-Belmont   | Bussières-et-Belmont (commune supprimée)           | Rétablissements et suppression | 9 août 1831 (Ordonnance)        | 9 août 1831 (Ordonnance) |

## Modifications de nom officiel
| Ancien nom               | Nouveau nom                | Date (et nature) de la décision                                            |
| ------------------------ | -------------------------- | -------------------------------------------------------------------------- |
| Pancey                   | Pansey                     | 1er janvier 2011 (Date d'effet) Correction d'une erreur par l'INSEE        |
| Fayl-la-Forêt            | Fayl-Billot                | 21 décembre 1999 (Décret),                                                 |
| Blaiserives              | Doulevant-le-Château       | 19 octobre 1992 (Décret)                                                   |
| Le Vallinot              | Longeau-Percey             | 13 avril 1983 (Décret)                                                     |
| Cerizières               | Cerisières                 | 1er janvier 1982 (Date d'effet) Commission de révision du nom des communes |
| Domremy                  | Domremy-en-Ornois          | 1er janvier 1982 (Date d'effet) Commission de révision du nom des communes |
| Poinson-les-Fays         | Poinson-lès-Fayl           | 1er janvier 1982 (Date d'effet) Commission de révision du nom des communes |
| Saint-Martin             | Saint-Martin-lès-Langres   | 3 avril 1962 (Décret)                                                      |
| Saint-Martin             | Saint-Martin-sur-la-Renne  | 3 avril 1962 (Décret)                                                      |
| Bettancourt              | Bettancourt-la-Ferrée      | 21 décembre 1961 (Décret)                                                  |
| Saucourt                 | Saucourt-sur-Rognon        | 18 juillet 1941 (Décret)                                                   |
| Pouilly-sur-Meuse        | Pouilly-en-Bassigny        | 13 décembre 1936 (Décret)                                                  |
| Bettaincourt             | Bettaincourt-sur-Rognon    | 10 décembre 1935 (Décret)                                                  |
| Arnoncourt               | Arnoncourt-sur-Apance      | 30 novembre 1928 (Décret)                                                  |
| Lanques                  | Lanques-sur-Rognon         | 20 janvier 1928 (Décret)                                                   |
| Villiers-le-Sec-au-Chêne | Villiers-le-Sec            | 25 janvier 1927 (Décret)                                                   |
| Bay                      | Bay-sur-Aube               | 5 décembre 1925 (Décret)                                                   |
| Annéville                | Annéville-la-Prairie       | 7 février 1925 (Décret)                                                    |
| Aubigny                  | Aubigny-sur-Badin          | 7 février 1925 (Décret)                                                    |
| Bourdons                 | Bourdons-sur-Rognon        | 7 février 1925 (Décret)                                                    |
| Braux                    | Braux-le-Châtel            | 7 février 1925 (Décret)                                                    |
| Fresnoy                  | Fresnoy-en-Bassigny        | 7 février 1925 (Décret)                                                    |
| Lachapelle               | Lachapelle-en-Blaisy       | 7 février 1925 (Décret)                                                    |
| Lamargelle               | Lamargelle-aux-Bois        | 7 février 1925 (Décret)                                                    |
| Malaincourt              | Malaincourt-sur-Meuse      | 7 février 1925 (Décret)                                                    |
| Mandres                  | Mandres-la-Côte            | 7 février 1925 (Décret)                                                    |
| Pouilly                  | Pouilly-sur-Meuse          | 7 février 1925 (Décret)                                                    |
| Rochefort                | Rochefort-sur-la-Côte      | 7 février 1925 (Décret)                                                    |
| Vignes                   | Vignes-la-Côte             | 7 février 1925 (Décret)                                                    |
| Rouvroy                  | Rouvroy-sur-Marne          | 8 janvier 1925 (Décret)                                                    |
| Andilly                  | Andilly-en-Bassigny        | 22 novembre 1924 (Décret)                                                  |
| Aubepierre               | Aubepierre-sur-Aube        | 22 novembre 1924 (Décret)                                                  |
| Aulnoy                   | Aulnoy-sur-Aube            | 22 novembre 1924 (Décret)                                                  |
| Autreville               | Autreville-sur-la-Renne    | 22 novembre 1924 (Décret)                                                  |
| Balesmes                 | Balesmes-sur-Marne         | 22 novembre 1924 (Décret)                                                  |
| Bettoncourt              | Bettoncourt-le-Haut        | 22 novembre 1924 (Décret)                                                  |
| Brainville               | Brainville-sur-Meuse       | 22 novembre 1924 (Décret)                                                  |
| Celles                   | Celles-en-Bassigny         | 22 novembre 1924 (Décret)                                                  |
| Champigneulles           | Champigneulles-en-Bassigny | 22 novembre 1924 (Décret)                                                  |
| Couzon                   | Couzon-sur-Coulange        | 22 novembre 1924 (Décret)                                                  |
| Doncourt                 | Doncourt-sur-Meuse         | 22 novembre 1924 (Décret)                                                  |
| Ecot                     | Ecot-la-Combe              | 22 novembre 1924 (Décret)                                                  |
| Esnoms                   | Esnoms-au-Val              | 22 novembre 1924 (Décret)                                                  |
| Fontaines                | Fontaines-sur-Marne        | 22 novembre 1924 (Décret)                                                  |
| Lamothe                  | Lamothe-en-Blaisy          | 22 novembre 1924 (Décret)                                                  |
| Lanty                    | Lanty-sur-Aube             | 22 novembre 1924 (Décret)                                                  |
| Larivière                | Larivière-sur-Apance       | 22 novembre 1924 (Décret)                                                  |
| Leschères                | Leschères-sur-le-Blaiseron | 22 novembre 1924 (Décret)                                                  |
| Longeville               | Longeville-sur-la-Laines   | 22 novembre 1924 (Décret)                                                  |
| Luzy                     | Luzy-sur-Marne             | 22 novembre 1924 (Décret)                                                  |
| Marcilly                 | Marcilly-en-Bassigny       | 22 novembre 1924 (Décret)                                                  |
| Marnay                   | Marnay-sur-Marne           | 22 novembre 1924 (Décret)                                                  |
| Montot                   | Montot-sur-Rognon          | 22 novembre 1924 (Décret)                                                  |
| Noncourt                 | Noncourt-sur-le-Rongeant   | 22 novembre 1924 (Décret)                                                  |
| Paroy                    | Paroy-sur-Saulx            | 22 novembre 1924 (Décret)                                                  |
| Rochetaillée             | Rochetaillée-sur-Aujon     | 22 novembre 1924 (Décret)                                                  |
| Rosoy                    | Rosoy-sur-Amance           | 22 novembre 1924 (Décret)                                                  |
| Saint-Loup               | Saint-Loup-sur-Aujon       | 22 novembre 1924 (Décret)                                                  |
| Saint-Urbain             | Saint-Urbain-sur-Marne     | 22 novembre 1924 (Décret)                                                  |
| Saint-Vallier            | Saint-Vallier-sur-Marne    | 22 novembre 1924 (Décret)                                                  |
| Soncourt                 | Soncourt-sur-Marne         | 22 novembre 1924 (Décret)                                                  |
| Villiers-le-Sec          | Villiers-le-Sec-au-Chêne   | 22 novembre 1924 (Décret)                                                  |
| Vroncourt                | Vroncourt-la-Côte          | 22 novembre 1924 (Décret)                                                  |
| Maizières                | Maizières-sur-Amance       | 31 octobre 1922 (Décret)                                                   |
| Provenchères             | Provenchères-sur-Marne     | 31 octobre 1922 (Décret)                                                   |
| Provenchères             | Provenchères-sur-Meuse     | 31 octobre 1922 (Décret)                                                   |
| Dammartin                | Dammartin-sur-Meuse        | 13 novembre 1909 (Décret)                                                  |
| Harréville               | Harréville-les-Chanteurs   | 4 février 1908 (Décret)                                                    |
| Soulaucourt              | Soulaucourt-sur-Mouzon     | 28 août 1906 (Décret)                                                      |
| Mussey                   | Mussey-sur-Marne           | 28 juillet 1891 (Décret)                                                   |
| Nogent-le-Roi            | Nogent-en-Bassigny         | 8 mars 1890 (Décret)                                                       |
| Varennes                 | Varennes-sur-Amance        | 14 avril 1847 (Ordonnance)                                                 |
| Ville-sur-Aujon          | Châteauvillain             | 8 juillet 1814 (Décret)                                                    |
| Montigny-Source-Meuse    | Montigny-le-Roi            | ?                                                                          |

## Modifications de limites communales
Le plus souvent, les modifications des limites communales décidées par arrêtés préfectoraux ne sont pas répertoriées dans le Journal officiel ni dans le Bulletin officiel.
| La commune de ...                                      | ... cède du territoire à la commune de ...             | précisions                                                          | Date (et nature) de la décision |
| ------------------------------------------------------ | ------------------------------------------------------ | ------------------------------------------------------------------- | ------------------------------- |
| Saint-Dizier                                           | Bettancourt-la-Ferrée                                  | Superficie de 23 a 60 ca                                            | 9 janvier 2009 (Décret)         |
| Bettancourt-la-Ferrée                                  | Saint-Dizier                                           | Superficie de 23 a 60 ca                                            | 9 janvier 2009 (Décret)         |
| Brachay                                                | Blécourt                                               | 6 habitants Superficie de 101 ha                                    | 8 octobre 1976 (Décret)         |
| Chaumont-la-Ville                                      | Robécourt (département des Vosges)                     | Superficie de 58 ha 38 a                                            | 8 octobre 1974 (Décret)         |
| Robécourt (département des Vosges)                     | Chaumont-la-Ville                                      | Superficie de 58 ha 38 a 87 ca                                      | 8 octobre 1974 (Décret)         |
| Chaumont-la-Ville                                      | Vrécourt (département des Vosges)                      | Superficie de 8 ha 3 a                                              | 8 octobre 1974 (Décret)         |
| Vrécourt (département des Vosges)                      | Chaumont-la-Ville                                      | Superficie de 8 ha 3 a 32 ca                                        | 8 octobre 1974 (Décret)         |
| Giffaumont-Champaubert (département de la Marne)       | Éclaron-Braucourt                                      |                                                                     | 23 octobre 1973 (Décret)        |
| Cousances-les-Forges (département de la Meuse)         | Chamouilley                                            | Superficie de 28 a 40 ca                                            | 12 août 1970 (Décret)           |
| Chamouilley                                            | Cousances-les-Forges (département de la Meuse)         | Superficie de 28 a 40 ca                                            | 12 août 1970 (Décret)           |
| Chamarandes                                            | Chaumont                                               | 778 habitants                                                       | 22 janvier 1968 (Décret)        |
| Choignes                                               | Chaumont                                               | 778 habitants                                                       | 22 décembre 1967 (Décret)       |
| Saint-Dizier Hallignicourt                             | Hallignicourt Saint-Dizier                             |                                                                     | 9 décembre 1966 (Arrêté)        |
| Gourzon Laneuville-à-Bayard                            | Laneuville-à-Bayard Gourzon                            |                                                                     | 12 août 1966 (Arrêté)           |
| Ambrières (département de la Marne) Laneuville-au-Pont | Laneuville-au-Pont Ambrières (département de la Marne) |                                                                     | 17 décembre 1965 (Décret)       |
| Brottes                                                | Chaumont                                               | 36 habitants Superficie de 31 ha 82 a 53                            | 10 août 1959 (Arrêté)           |
| Chamarandes                                            | Chaumont                                               | 1 436 habitants Superficie de 31 ha 82 a 53 ca                      | 2 mars 1959 (Arrêté)            |
| Saint-Dizier                                           | Bettancourt-la-Ferrée                                  | Superficie de 14 ha 17 a 9 ca                                       | 28 janvier 1959 (Arrêté)        |
| Bettancourt-la-Ferrée                                  | Saint-Dizier                                           | Superficie de 14 ha 12 a 16 ca                                      | 28 janvier 1959 (Arrêté)        |
| Saint-Dizier                                           | Hallignicourt                                          | Superficie de 35 ha                                                 | 17 janvier 1955 (Arrêté)        |
| Hallignicourt                                          | Saint-Dizier                                           | Superficie de 17 ha Emprise de l'aérodrome de Saint-Dizier-Robinson | 17 janvier 1955 (Arrêté)        |
| Hallignicourt                                          | Saint-Dizier                                           | Superficie de 17 ha Emprise de l'aérodrome de Saint-Dizier-Robinson | 27 décembre 1952 (Arrêté)       |
| Saint-Martin                                           | Beauchemin                                             |                                                                     | 31 juillet 1874 (Décret)        |
| Ormancey                                               | Beauchemin                                             |                                                                     | 31 juillet 1874 (Décret)        |
| Romain-sur-Meuse                                       | Bourg-Sainte-Marie                                     |                                                                     | 28 décembre 1867 (Décret)       |
| Corlée                                                 | Langres                                                |                                                                     | 14 mars 1849 (Loi)              |
| Saints-Geosmes                                         | Langres                                                |                                                                     | 14 mars 1849 (Loi)              |

## Communes associées
Liste des communes ayant, ou ayant eu (en italique), à la suite d'une fusion, le statut de commune associée.
| Nom de la commune         | Code INSEE | Fusion-association                       | Fusion-association | Fusion-association        | Fusion-association                       | D - Défusion ou F - transformation de l'association en fusion simple ou T - transformation de l'association en commune déléguée | D - Défusion ou F - transformation de l'association en fusion simple ou T - transformation de l'association en commune déléguée | D - Défusion ou F - transformation de l'association en fusion simple ou T - transformation de l'association en commune déléguée | D - Défusion ou F - transformation de l'association en fusion simple ou T - transformation de l'association en commune déléguée          |
| Nom de la commune         | Code INSEE | date de la décision                      | date d'effet       | commune absorbante        | nom de la commune résultant de la fusion | D/F | date de la décision | date d'effet | commentaire |
| ------------------------- | ---------- | ---------------------------------------- | ------------------ | ------------------------- | ---------------------------------------- | --- | --- | --- | --- |
| Blancheville              | 52054      | Arrêté préfectoral du 28 septembre 1973  | 1er octobre 1973   | Andelot                   | Andelot-Blancheville                     | | | | |
| Aubepierre-sur-Aube       | 52022      | Arrêté préfectoral du 1er septembre 1972 | 1er septembre 1972 | Arc-en-Barrois            | Arc-en-Barrois                           | D | Arrêté préfectoral du 31 décembre 1982                                                                                          | 1er janvier 1983 | |
| Lavilleneuve-au-Roi       | 52278      | Arrêté préfectoral du 31 mai 1972        | 1er juin 1972      | Autreville-sur-la-Renne   | Autreville-sur-la-Renne                  | D | Arrêté préfectoral du 26 décembre 2011                                                                                          | 1er janvier 2012 | |
| Saint-Martin-sur-la-Renne | 52451      | Arrêté préfectoral du 31 mai 1972        | 1er juin 1972      | Autreville-sur-la-Renne   | Autreville-sur-la-Renne                  | | | | |
| Valdelancourt             | 52501      | Arrêté préfectoral du 31 mai 1972        | 1er juin 1972      | Autreville-sur-la-Renne   | Autreville-sur-la-Renne                  | | | | |
| Leuchey                   | 52285      | Arrêté préfectoral du 31 juillet 1972    | 1er août 1972      | Baissey                   | Les Hauts-de-Vingeanne                   | D | Arrêté préfectoral du 28 décembre 1984                                                                                          | 1er janvier 1985 | Les Hauts-de-Vingeanne reprennent le nom de Baissey                                                                                      |
| Roches-sur-Rognon         | 52430      | Arrêté préfectoral du 23 janvier 1973    | 1er février 1973   | Bettaincourt-sur-Rognon   | Roches-Bettaincourt                      | F | Arrêté préfectoral du 7 février 2000                                                                                            | 1er mars 2000 | |
| Le Puits-des-Mèzes        | 52412      | Arrêté préfectoral du 25 septembre 1972  | 1er octobre 1972   | Biesles                   | Biesles                                  | | | | |
| Marault                   | 52309      | Arrêté préfectoral du 18 janvier 1973    | 1er février 1973   | Bologne                   | Bologne                                  | | | | |
| Roôcourt-la-Côte          | 52434      | Arrêté préfectoral du 18 janvier 1973    | 1er février 1973   | Bologne                   | Bologne                                  | | | | |
| Genrupt                   | 52215      | Arrêté préfectoral du 27 décembre 1972   | 28 décembre 1972   | Bourbonne-les-Bains       | Bourbonne-les-Bains                      | | | | |
| Villars-Saint-Marcellin   | 52527      | Arrêté préfectoral du 27 décembre 1972   | 28 décembre 1972   | Bourbonne-les-Bains       | Bourbonne-les-Bains                      | | | | |
| Gonaincourt               | 52224      | Arrêté préfectoral du 18 janvier 1973    | 1er février 1973   | Bourmont                  | Bourmont                                 | F | Arrêté préfectoral du 23 mai 2016                                                                                               | 1er juin 2016 | La création de la commune nouvelle de Bourmont-entre-Meuse-et-Mouzon entraîne la suppression du statut de commune associée               |
| Colombey-lès-Choiseul     | 52139      | Arrêté préfectoral du 24 octobre 1972    | 1er novembre 1972  | Breuvannes                | Breuvannes-en-Bassigny                   | | | | |
| Meuvy                     | 52324      | Arrêté préfectoral du 24 octobre 1972    | 1er novembre 1972  | Breuvannes                | Breuvannes-en-Bassigny                   | | | | |
| Corgirnon                 | 52143      | Arrêté préfectoral du 25 septembre 1972  | 1er octobre 1972   | Bussières-lès-Belmont     | Champsevraine                            | | | | |
| Anglus                    | 52010      | Arrêté préfectoral du 30 août 1972       | 1er septembre 1972 | Ceffonds                  | Ceffonds                                 | | | | |
| Sauvage-Magny             | 52466      | Arrêté préfectoral du 30 août 1972       | 1er septembre 1972 | Ceffonds                  | Ceffonds                                 | | | | |
| Villemervry               | 52530      | Arrêté préfectoral du 28 avril 1972      | 1er mai 1972       | Chalmessin                | Chalmessin                               | | | | |
| Lamargelle-aux-Bois       | 52261      | Arrêté préfectoral du 12 mars 1973       | 1er avril 1973     | Chalmessin                | Vals-des-Tilles                          | | | | |
| Musseau                   | 52345      | Arrêté préfectoral du 12 mars 1973       | 1er avril 1973     | Chalmessin                | Vals-des-Tilles                          | | | | |
| Villemoron                | 52531      | Arrêté préfectoral du 12 mars 1973       | 1er avril 1973     | Chalmessin                | Vals-des-Tilles                          | | | | |
| Coublanc                  | 52145      | Arrêté préfectoral du 26 mai 1972        | 1er juin 1972      | Chassigny                 | Chassigny-Aisey                          | D | Arrêté préfectoral du 28 juin 1990                                                                                              | 1er juillet 1990 | Chassigny-Aisey reprend le nom de Chassigny                                                                                              |
| Dommarien                 | 52170      | Arrêté préfectoral du 26 mai 1972        | 1er juin 1972      | Chassigny                 | Chassigny-Aisey                          | D | Arrêté préfectoral du 28 juin 1990                                                                                              | 1er juillet 1990 | Chassigny-Aisey reprend le nom de Chassigny                                                                                              |
| Grandchamp                | 52228      | Arrêté préfectoral du 28 janvier 1974    | 1er février 1974   | Chassigny-Aisey           | Chassigny-Aisey                          | D | Arrêté préfectoral du 28 juin 1990                                                                                              | 1er juillet 1990 | Chassigny-Aisey reprend le nom de Chassigny                                                                                              |
| Créancey                  | 52153      | Arrêté préfectoral du 27 mars 1972       | 28 mars 1972       | Châteauvillain            | Châteauvillain                           | | | | |
| Essey-les-Ponts           | 52192      | Arrêté préfectoral du 27 mars 1972       | 28 mars 1972       | Châteauvillain            | Châteauvillain                           | | | | |
| Marmesse                  | 52314      | Arrêté préfectoral du 27 mars 1972       | 28 mars 1972       | Châteauvillain            | Châteauvillain                           | | | | |
| Sommermont                | 52477      | Arrêté préfectoral du 7 juin 1972        | 8 juin 1972        | Chatonrupt                | Chatonrupt-Sommermont                    | | | | |
| Brottes                   | 52078      | Arrêté préfectoral du 29 mai 1973        | 1er juin 1973      | Chaumont                  | Chaumont                                 | | | | |
| Breuil-sur-Marne          | 52073      | Arrêté préfectoral du 23 janvier 1973    | 1er février 1973   | Chevillon                 | Chevillon                                | | | | |
| Sommeville                | 52478      | Arrêté préfectoral du 23 janvier 1973    | 1er février 1973   | Chevillon                 | Chevillon                                | | | | |
| Chamarandes               | 52096      | Arrêté préfectoral du 17 octobre 1972    | 1er janvier 1973   | Choignes                  | Chamarandes-Choignes                     | F | Arrêté préfectoral du 26 décembre 2011                                                                                          | 1er janvier 2012 | |
| Dardenay                  | 52166      | Arrêté préfectoral du 26 janvier 1973    | 1er février 1973   | Choilley                  | Choilley-Dardenay                        | | | | |
| Argentolles               | 52018      | Arrêté préfectoral du 28 décembre 1972   | 1er janvier 1973   | Colombey-les-Deux-Églises | Colombey-les-Deux-Églises                | T | Arrêté préfectoral du 30 novembre 2016                                                                                          | 1er janvier 2017 | La formation de la commune nouvelle de Colombey-les-Deux-Églises entraîne la transformation des communes associées en communes déléguées |
| Biernes                   | 52049      | Arrêté préfectoral du 28 décembre 1972   | 1er janvier 1973   | Colombey-les-Deux-Églises | Colombey-les-Deux-Églises                | T | Arrêté préfectoral du 30 novembre 2016                                                                                          | 1er janvier 2017 | La formation de la commune nouvelle de Colombey-les-Deux-Églises entraîne la transformation des communes associées en communes déléguées |
| Blaise                    | 52052      | Arrêté préfectoral du 28 décembre 1972   | 1er janvier 1973   | Colombey-les-Deux-Églises | Colombey-les-Deux-Églises                | T | Arrêté préfectoral du 30 novembre 2016                                                                                          | 1er janvier 2017 | La formation de la commune nouvelle de Colombey-les-Deux-Églises entraîne la transformation des communes associées en communes déléguées |
| Champcourt                | 52100      | Arrêté préfectoral du 28 décembre 1972   | 1er janvier 1973   | Colombey-les-Deux-Églises | Colombey-les-Deux-Églises                | T | Arrêté préfectoral du 30 novembre 2016                                                                                          | 1er janvier 2017 | La formation de la commune nouvelle de Colombey-les-Deux-Églises entraîne la transformation des communes associées en communes déléguées |
| Harricourt                | 52238      | Arrêté préfectoral du 28 décembre 1972   | 1er janvier 1973   | Colombey-les-Deux-Églises | Colombey-les-Deux-Églises                | T | Arrêté préfectoral du 30 novembre 2016                                                                                          | 1er janvier 2017 | La formation de la commune nouvelle de Colombey-les-Deux-Églises entraîne la transformation des communes associées en communes déléguées |
| Lavilleneuve-aux-Fresnes  | 52279      | Arrêté préfectoral du 28 décembre 1972   | 1er janvier 1973   | Colombey-les-Deux-Églises | Colombey-les-Deux-Églises                | T | Arrêté préfectoral du 30 novembre 2016                                                                                          | 1er janvier 2017 | La formation de la commune nouvelle de Colombey-les-Deux-Églises entraîne la transformation des communes associées en communes déléguées |
| Pratz                     | 52404      | Arrêté préfectoral du 28 décembre 1972   | 1er janvier 1973   | Colombey-les-Deux-Églises | Colombey-les-Deux-Églises                | T | Arrêté préfectoral du 30 novembre 2016                                                                                          | 1er janvier 2017 | La formation de la commune nouvelle de Colombey-les-Deux-Églises entraîne la transformation des communes associées en communes déléguées |
| Autigny-le-Petit          | 52030      | Arrêté préfectoral du 25 septembre 1972  | 1er octobre 1972   | Curel                     | Curel-Autigny                            | D | Arrêté préfectoral du 28 décembre 1984                                                                                          | 1er janvier 1985 | Curel-Autigny reprend le nom de Curel |
| Percey-sous-Montormentier | 52382      | Arrêté préfectoral du 28 avril 1972      | 1er mai 1972       | Cusey                     | Cusey                                    | | | | |
| Landéville                | 52263      | Arrêté préfectoral du 21 novembre 1972   | 1er décembre 1972  | Domremy-en-Ornois         | Domremy-Landéville                       | | | | |
| Saucourt-sur-Rognon       | 52462      | Arrêté préfectoral du 28 avril 1972      | 1er mai 1972       | Doulaincourt              | Doulaincourt-Saucourt                    | | | | |
| Villiers-aux-Chênes       | 52533      | Arrêté préfectoral du 19 juin 1972       | 20 juin 1972       | Doulevant-le-Château      | Blaiserives                              | | | | |
| Braucourt                 | 52068      | Arrêté préfectoral du 26 décembre 1972   | 31 décembre 1972   | Éclaron                   | Éclaron-Braucourt                        | | | | |
| Sainte-Livière            | 51494      | Décret du 26 décembre 1974               | 1er janvier 1975   | Éclaron-Braucourt         | Éclaron-Braucourt-Sainte-Livière         | | | | |
| Bettoncourt-le-Haut       | 52046      | Arrêté préfectoral du 8 juin 1972        | 9 juin 1972        | Épizon                    | Épizon                                   | F | Arrêté préfectoral du 28 février 2013                                                                                           | 28 février 2013 | La création de la commune nouvelle d'Épizon entraine la suppression du statut de commune associée                                        |
| Chatoillenot              | 52117      | Arrêté préfectoral du 12 mai 1972        | 15 mai 1972        | Esnoms-au-Val             | Le Val-d'Esnoms                          | | | | |
| Courcelles-Val-d'Esnoms   | 52150      | Arrêté préfectoral du 12 mai 1972        | 15 mai 1972        | Esnoms-au-Val             | Le Val-d'Esnoms                          | | | | |
| Bienville                 | 52048      | Arrêté préfectoral du 28 avril 1972      | 1er mai 1972       | Eurville                  | Eurville-Bienville                       | F | Arrêté préfectoral du 12 février 1990                                                                                           | 1er mars 1990 | |
| Broncourt                 | 52077      | Arrêté préfectoral du 20 juin 1972       | 22 juin 1972       | Fayl-Billot               | Fayl-la-Forêt                            | | | | |
| Charmoy                   | 52112      | Arrêté préfectoral du 20 juin 1972       | 22 juin 1972       | Fayl-Billot               | Fayl-la-Forêt                            | | | | |
| Crenay                    | 52154      | Arrêté préfectoral du 31 octobre 1972    | 1er novembre 1972  | Foulain                   | Foulain                                  | | | | |
| Luzy-sur-Marne            | 52297      | Arrêté préfectoral du 31 octobre 1972    | 1er novembre 1972  | Foulain                   | Foulain                                  | D | Arrêté préfectoral du 26 janvier 1979                                                                                           | 1er février 1979 | |
| Provenchères-sur-Marne    | 52409      | Décret du 24 octobre 1974                | 1er décembre 1974  | Froncles-Buxières         | Froncles                                 | | | | |
| Villiers-sur-Marne        | 52537      | Arrêté préfectoral du 30 août 1972       | 1er septembre 1972 | Gudmont                   | Gudmont-Villiers                         | | | | |
| Montlandon                | 52333      | Arrêté préfectoral du 12 mai 1972        | 17 mai 1972        | Hortes                    | Haute-Amance                             | | | | |
| Troischamps               | 52496      | Arrêté préfectoral du 12 mai 1972        | 17 mai 1972        | Hortes                    | Haute-Amance                             | | | | |
| Rosoy-sur-Amance          | 52435      | Arrêté préfectoral du 17 octobre 1972    | 1er novembre 1972  | Haute-Amance              | Haute-Amance                             | | | | |
| Jorquenay                 | 52252      | Arrêté préfectoral du 23 janvier 1973    | 1er février 1973   | Humes                     | Humes-Jorquenay                          | | | | |
| Laharmand                 | 52259      | Arrêté préfectoral du 28 décembre 1972   | 1er janvier 1973   | Jonchery                  | Jonchery                                 | | | | |
| Sarcicourt                | 52460      | Arrêté préfectoral du 28 décembre 1972   | 1er janvier 1973   | Jonchery                  | Jonchery                                 | | | | |
| Pisseloup                 | 52390      | Arrêté préfectoral du 25 septembre 1972  | 1er octobre 1972   | Laferté-sur-Amance        | Laferté-sur-Amance                       | D | Arrêté préfectoral du 28 décembre 1984                                                                                          | 1er janvier 1985 | |
| Velles                    | 52513      | Arrêté préfectoral du 25 septembre 1972  | 1er octobre 1972   | Laferté-sur-Amance        | Laferté-sur-Amance                       | D | Arrêté préfectoral du 28 décembre 1984                                                                                          | 1er janvier 1985 | |
| Gourzon                   | 52226      | Arrêté préfectoral du 29 décembre 1972   | 1er janvier 1973   | Laneuville-à-Bayard       | Bayard-sur-Marne                         | | | | |
| Prez-sur-Marne            | 52408      | Arrêté préfectoral du 29 décembre 1972   | 1er janvier 1973   | Laneuville-à-Bayard       | Bayard-sur-Marne                         | | | | |
| Corlée                    | 52144      | Arrêté préfectoral du 30 août 1972       | 1er septembre 1972 | Langres                   | Langres                                  | | | | |
| Arnoncourt-sur-Apance     | 52020      | Arrêté préfectoral du 23 août 1973       | 1er septembre 1973 | Larivière-sur-Apance      | Larivière-Arnoncourt                     | | | | |
| Ormoy-sur-Aube            | 52368      | Arrêté préfectoral du 19 octobre 1972    | 1er novembre 1972  | Latrecey                  | Latrecey-Ormoy-sur-Aube                  | | | | |
| Harméville                | 52236      | Arrêté préfectoral du 30 août 1972       | 1er septembre 1972 | Lezéville                 | Lezéville                                | | | | |
| Laneuville-au-Bois        | 52268      | Arrêté préfectoral du 30 août 1972       | 1er septembre 1972 | Lezéville                 | Lezéville                                | | | | |
| Percey-le-Pautel          | 52381      | Arrêté préfectoral du 5 juin 1972        | 6 juin 1972        | Longeau                   | Le Vallinot                              | | | | |
| Plesnoy                   | 52392      | Arrêté préfectoral du 28 décembre 1972   | 1er janvier 1973   | Marcilly-en-Bassigny      | Marcilly-Plesnoy                         | D | Arrêté préfectoral du 23 décembre 1987                                                                                          | 1er janvier 1988 | Marcilly-Plesnoy reprend le nom de Marcilly-en-Bassigny                                                                                  |
| Avrecourt                 | 52033      | Arrêté préfectoral du 26 juin 1972       | 2 juin 1972        | Montigny-le-Roi           | Le Val-de-Meuse                          | D | Arrêté préfectoral du 26 décembre 2011                                                                                          | 1er janvier 2012 | |
| Épinant                   | 52186      | Arrêté préfectoral du 26 juin 1972       | 2 juin 1972        | Montigny-le-Roi           | Le Val-de-Meuse                          | | | | |
| Lécourt                   | 52281      | Arrêté préfectoral du 26 juin 1972       | 2 juin 1972        | Montigny-le-Roi           | Le Val-de-Meuse                          | | | | |
| Maulain                   | 52317      | Arrêté préfectoral du 26 juin 1972       | 2 juin 1972        | Montigny-le-Roi           | Le Val-de-Meuse                          | | | | |
| Provenchères-sur-Meuse    | 52410      | Arrêté préfectoral du 26 juin 1972       | 2 juin 1972        | Montigny-le-Roi           | Le Val-de-Meuse                          | | | | |
| Ravennefontaines          | 52417      | Arrêté préfectoral du 26 juin 1972       | 2 juin 1972        | Montigny-le-Roi           | Le Val-de-Meuse                          | | | | |
| Récourt                   | 52418      | Arrêté préfectoral du 26 juin 1972       | 2 juin 1972        | Montigny-le-Roi           | Le Val-de-Meuse                          | | | | |
| Saulxures                 | 52465      | Arrêté préfectoral du 26 juin 1972       | 2 juin 1972        | Montigny-le-Roi           | Le Val-de-Meuse                          | D | Arrêté préfectoral du 26 décembre 2011                                                                                          | 1er janvier 2012 | |
| Lénizeul                  | 52283      | Décret du 26 février 1974                | 9 mars 1974        | Le Val-de-Meuse           | Val-de-Meuse                             | | | | |
| Andilly-en-Bassigny       | 52009      | Arrêté préfectoral du 26 mai 1972        | 1er juin 1972      | Neuilly-l'Évêque          | Val-de-Gris                              | D | Arrêté préfectoral du 28 décembre 1983                                                                                          | 1er janvier 1984 | Val-de-Gris reprend le nom de Neuilly-l'Évêque                                                                                           |
| Bannes                    | 52037      | Arrêté préfectoral du 26 mai 1972        | 1er juin 1972      | Neuilly-l'Évêque          | Val-de-Gris                              | D | Arrêté préfectoral du 28 décembre 1983                                                                                          | 1er janvier 1984 | Val-de-Gris reprend le nom de Neuilly-l'Évêque                                                                                           |
| Bonnecourt                | 52059      | Arrêté préfectoral du 26 mai 1972        | 1er juin 1972      | Neuilly-l'Évêque          | Val-de-Gris                              | D | Arrêté préfectoral du 28 décembre 1983                                                                                          | 1er janvier 1984 | Val-de-Gris reprend le nom de Neuilly-l'Évêque                                                                                           |
| Changey                   | 52105      | Arrêté préfectoral du 26 mai 1972        | 1er juin 1972      | Neuilly-l'Évêque          | Val-de-Gris                              | D | Arrêté préfectoral du 28 décembre 1983                                                                                          | 1er janvier 1984 | Val-de-Gris reprend le nom de Neuilly-l'Évêque                                                                                           |
| Charmes                   | 52108      | Arrêté préfectoral du 26 mai 1972        | 1er juin 1972      | Neuilly-l'Évêque          | Val-de-Gris                              | D | Arrêté préfectoral du 28 décembre 1983                                                                                          | 1er janvier 1984 | Val-de-Gris reprend le nom de Neuilly-l'Évêque                                                                                           |
| Chatenay-Vaudin           | 52116      | Arrêté préfectoral du 26 mai 1972        | 1er juin 1972      | Neuilly-l'Évêque          | Val-de-Gris                              | D | Arrêté préfectoral du 28 décembre 1983                                                                                          | 1er janvier 1984 | Val-de-Gris reprend le nom de Neuilly-l'Évêque                                                                                           |
| Dampierre                 | 52163      | Arrêté préfectoral du 26 mai 1972        | 1er juin 1972      | Neuilly-l'Évêque          | Val-de-Gris                              | D | Arrêté préfectoral du 28 décembre 1983                                                                                          | 1er janvier 1984 | Val-de-Gris reprend le nom de Neuilly-l'Évêque                                                                                           |
| Frécourt                  | 52207      | Arrêté préfectoral du 26 mai 1972        | 1er juin 1972      | Neuilly-l'Évêque          | Val-de-Gris                              | D | Arrêté préfectoral du 28 décembre 1983                                                                                          | 1er janvier 1984 | Val-de-Gris reprend le nom de Neuilly-l'Évêque                                                                                           |
| Lecey                     | 52280      | Arrêté préfectoral du 26 mai 1972        | 1er juin 1972      | Neuilly-l'Évêque          | Val-de-Gris                              | D | Arrêté préfectoral du 28 décembre 1983                                                                                          | 1er janvier 1984 | Val-de-Gris reprend le nom de Neuilly-l'Évêque                                                                                           |
| Orbigny-au-Val            | 52363      | Arrêté préfectoral du 26 mai 1972        | 1er juin 1972      | Neuilly-l'Évêque          | Val-de-Gris                              | D | Arrêté préfectoral du 28 décembre 1983                                                                                          | 1er janvier 1984 | Val-de-Gris reprend le nom de Neuilly-l'Évêque                                                                                           |
| Poiseul                   | 52397      | Arrêté préfectoral du 26 mai 1972        | 1er juin 1972      | Neuilly-l'Évêque          | Val-de-Gris                              | D | Arrêté préfectoral du 28 décembre 1983                                                                                          | 1er janvier 1984 | Val-de-Gris reprend le nom de Neuilly-l'Évêque                                                                                           |
| Donnemarie                | 52176      | Arrêté préfectoral du 31 mai 1972        | 1er juin 1972      | Nogent-en-Bassigny        | Nogent                                   | | | | |
| Essey-les-Eaux            | 52191      | Arrêté préfectoral du 31 mai 1972        | 1er juin 1972      | Nogent-en-Bassigny        | Nogent                                   | | | | |
| Odival                    | 52361      | Arrêté préfectoral du 31 mai 1972        | 1er juin 1972      | Nogent-en-Bassigny        | Nogent                                   | | | | |
| Trémilly                  | 52495      | Arrêté préfectoral du 28 novembre 1972   | 1er décembre 1972  | Nully                     | Nully-Trémilly                           | D | Arrêté préfectoral du 24 décembre 2004                                                                                          | 1er janvier 2005 | Nully-Trémilly reprend le nom de Nully                                                                                                   |
| Heuilley-le-Grand         | 52240      | Arrêté préfectoral du 16 mai 1972        | 18 mai 1972        | Le Pailly                 | Hauts-Vals-sous-Nouroy                   | D | Arrêté préfectoral du 13 décembre 1991                                                                                          | 1er janvier 1992 | Hauts-Vals-sous-Nouroy reprend le nom du Pailly                                                                                          |
| Noidant-Chatenoy          | 52354      | Arrêté préfectoral du 16 mai 1972        | 18 mai 1972        | Le Pailly                 | Hauts-Vals-sous-Nouroy                   | D | Arrêté préfectoral du 13 décembre 1991                                                                                          | 1er janvier 1992 | Hauts-Vals-sous-Nouroy reprend le nom du Pailly                                                                                          |
| Palaiseul                 | 52375      | Arrêté préfectoral du 16 mai 1972        | 18 mai 1972        | Le Pailly                 | Hauts-Vals-sous-Nouroy                   | D | Arrêté préfectoral du 13 décembre 1991                                                                                          | 1er janvier 1992 | Hauts-Vals-sous-Nouroy reprend le nom du Pailly                                                                                          |
| Violot                    | 52539      | Arrêté préfectoral du 16 mai 1972        | 18 mai 1972        | Le Pailly                 | Hauts-Vals-sous-Nouroy                   | D | Arrêté préfectoral du 13 décembre 1991                                                                                          | 1er janvier 1992 | Hauts-Vals-sous-Nouroy reprend le nom du Pailly                                                                                          |
| Fresnoy-en-Bassigny       | 52209      | Arrêté préfectoral du 12 mars 1973       | 1er avril 1973     | Parnot                    | Parnoy-en-Bassigny                       | | | | |
| Vieux-Moulins             | 52521      | Arrêté préfectoral du 23 janvier 1973    | 1er février 1973   | Perrancey                 | Perrancey-les-Vieux-Moulins              | | | | |
| Pierrefontaines           | 52389      | Arrêté préfectoral du 1er septembre 1972 | 1er septembre 1972 | Perrogney                 | Perrogney-les-Fontaines                  | | | | |
| Montesson                 | 52329      | Arrêté préfectoral du 1er septembre 1972 | 1er septembre 1972 | Pierrefaites              | Pierremont-sur-Amance                    | | | | |
| Beaucharmoy               | 52041      | Arrêté préfectoral du 12 mars 1973       | 1er avril 1973     | Pouilly-en-Bassigny       | Le Châtelet-sur-Meuse                    | | | | |
| Gilley                    | 52223      | Arrêté préfectoral du 3 juillet 1972     | 1er août 1972      | Pressigny                 | Saint-Pérégrin-sur-Vannon                | D | Arrêté préfectoral du 27 décembre 1985                                                                                          | 1er janvier 1986 | Saint-Pérégrin-sur-Vannon reprend le nom de Pressigny                                                                                    |
| Poinson-lès-Fayl          | 52394      | Arrêté préfectoral du 3 juillet 1972     | 1er août 1972      | Pressigny                 | Saint-Pérégrin-sur-Vannon                | D | Arrêté préfectoral du 27 décembre 1985                                                                                          | 1er janvier 1986 | Saint-Pérégrin-sur-Vannon reprend le nom de Pressigny                                                                                    |
| Savigny                   | 52467      | Arrêté préfectoral du 3 juillet 1972     | 1er août 1972      | Pressigny                 | Saint-Pérégrin-sur-Vannon                | D | Arrêté préfectoral du 27 décembre 1985                                                                                          | 1er janvier 1986 | Saint-Pérégrin-sur-Vannon reprend le nom de Pressigny                                                                                    |
| Tornay                    | 52493      | Arrêté préfectoral du 3 juillet 1972     | 1er août 1972      | Pressigny                 | Saint-Pérégrin-sur-Vannon                | D | Arrêté préfectoral du 27 décembre 1985                                                                                          | 1er janvier 1986 | Saint-Pérégrin-sur-Vannon reprend le nom de Pressigny                                                                                    |
| Valleroy                  | 52503      | Arrêté préfectoral du 3 juillet 1972     | 1er août 1972      | Pressigny                 | Saint-Pérégrin-sur-Vannon                | D | Arrêté préfectoral du 27 décembre 1985                                                                                          | 1er janvier 1986 | Saint-Pérégrin-sur-Vannon reprend le nom de Pressigny                                                                                    |
| Voncourt                  | 52546      | Arrêté préfectoral du 3 juillet 1972     | 1er août 1972      | Pressigny                 | Saint-Pérégrin-sur-Vannon                | D | Arrêté préfectoral du 27 décembre 1985                                                                                          | 1er janvier 1986 | Saint-Pérégrin-sur-Vannon reprend le nom de Pressigny                                                                                    |
| Montot-sur-Rognon         | 52335      | Arrêté préfectoral du 16 mai 1972        | 18 mai 1972        | Reynel                    | Reynel                                   | D | Arrêté préfectoral du 31 décembre 1982                                                                                          | 1er janvier 1983 | |
| Signéville                | 52473      | Arrêté préfectoral du 16 mai 1972        | 18 mai 1972        | Reynel                    | Reynel                                   | D | Arrêté préfectoral du 31 décembre 1982                                                                                          | 1er janvier 1983 | |
| Vignes-la-Côte            | 52523      | Arrêté préfectoral du 16 mai 1972        | 18 mai 1972        | Reynel                    | Reynel                                   | D | Arrêté préfectoral du 31 décembre 1982                                                                                          | 1er janvier 1983 | |
| Buchey                    | 52081      | Arrêté préfectoral du 23 janvier 1973    | 1er février 1973   | Rizaucourt                | Rizaucourt-Buchey                        | | | | |
| Laneuville-à-Rémy         | 52266      | Arrêté préfectoral du 25 août 1972       | 1er septembre 1972 | Robert-Magny              | Robert-Magny-Laneuville-à-Rémy           | D | Arrêté préfectoral du 26 décembre 2011                                                                                          | 1er janvier 2012 | Robert-Magny-Laneuville-à-Rémy reprend le nom de Robert-Magny                                                                            |
| Beauchemin                | 52042      | Arrêté préfectoral du 4 juillet 1972     | 1er août 1972      | Rolampont                 | Rolampont                                | D | Arrêté préfectoral du 10 février 1989                                                                                           | 15 février 1989 | |
| Charmoilles               | 52111      | Arrêté préfectoral du 4 juillet 1972     | 1er août 1972      | Rolampont                 | Rolampont                                | | | | |
| Lannes                    | 52270      | Arrêté préfectoral du 4 juillet 1972     | 1er août 1972      | Rolampont                 | Rolampont                                | | | | |
| Tronchoy                  | 52498      | Arrêté préfectoral du 4 juillet 1972     | 1er août 1972      | Rolampont                 | Rolampont                                | | | | |
| Arbot                     | 52016      | Arrêté préfectoral du 12 mai 1972        | 15 mai 1972        | Rouvres-sur-Aube          | Rouvres-Arbot                            | D | Arrêté préfectoral du 28 décembre 1984                                                                                          | 1er janvier 1985 | Rouvres-Arbot reprend le nom de Rouvres-sur-Aube                                                                                         |
| Semilly                   | 52468      | Arrêté préfectoral du 31 juillet 1972    | 1er août 1972      | Saint-Blin                | Saint-Blin-Semilly                       | D | Arrêté préfectoral du 19 décembre 1996                                                                                          | 1er janvier 1997 | Saint-Blin-Semilly reprend le nom de Saint-Blin                                                                                          |
| Maconcourt                | 52299      | Arrêté préfectoral du 28 novembre 1972   | 1er décembre 1972  | Saint-Urbain-sur-Marne    | Saint-Urbain-Maconcourt                  | | | | |
| Montsaon                  | 52339      | Arrêté préfectoral du 26 juin 1972       | 27 juin 1972       | Semoutiers                | Semoutiers-Montsaon                      | | | | |
| Rozières                  | 52441      | Arrêté préfectoral du 30 août 1972       | 1er septembre 1972 | Sommevoire                | Sommevoire                               | | | | |
| Bressoncourt              | 52071      | Arrêté préfectoral du 24 juillet 1973    | 1er août 1973      | Thonnance-les-Moulins     | Thonnance-les-Moulins                    | | | | |
| Brouthières               | 52080      | Arrêté préfectoral du 24 juillet 1973    | 1er août 1973      | Thonnance-les-Moulins     | Thonnance-les-Moulins                    | | | | |
| Soulaincourt              | 52481      | Arrêté préfectoral du 24 juillet 1973    | 1er août 1973      | Thonnance-les-Moulins     | Thonnance-les-Moulins                    | | | | |
| Avrainville               | 52032      | Arrêté préfectoral du 3 juillet 1972     | 1er août 1972      | Troisfontaines            | Troisfontaines-la-Ville                  | | | | |
| Flornoy                   | 52202      | Arrêté préfectoral du 3 juillet 1972     | 1er août 1972      | Troisfontaines            | Troisfontaines-la-Ville                  | | | | |
| Villiers-aux-Bois         | 52532      | Arrêté préfectoral du 3 juillet 1972     | 1er août 1972      | Troisfontaines            | Troisfontaines-la-Ville                  | | | | |
| Champigny-sous-Varennes   | 52103      | Arrêté préfectoral du 4 juillet 1972     | 1er août 1972      | Varennes-sur-Amance       | Terre-Natale                             | D | Arrêté préfectoral du 27 décembre 1985                                                                                          | 1er janvier 1986 | |
| Chézeaux                  | 52124      | Arrêté préfectoral du 4 juillet 1972     | 1er août 1972      | Varennes-sur-Amance       | Terre-Natale                             | D | Arrêté préfectoral du 26 décembre 2011                                                                                          | 1er janvier 2012 | Terre-Natale reprend le nom de Varennes-sur-Amance.                                                                                      |
| Piépape                   | 52387      | Arrêté préfectoral du 3 juillet 1972     | 1er août 1972      | Villegusien               | Villegusien-le-Lac                       | | | | |
| Prangey                   | 52402      | Arrêté préfectoral du 3 juillet 1972     | 1er août 1972      | Villegusien               | Villegusien-le-Lac                       | | | | |
| Saint-Michel              | 52454      | Arrêté préfectoral du 3 juillet 1972     | 1er août 1972      | Villegusien               | Villegusien-le-Lac                       | | | | |
| Vaux-la-Douce             | 52508      | Arrêté préfectoral du 31 juillet 1972    | 1er août 1972      | Voisey                    | Voisey                                   | | | | |